# Fronleichnam

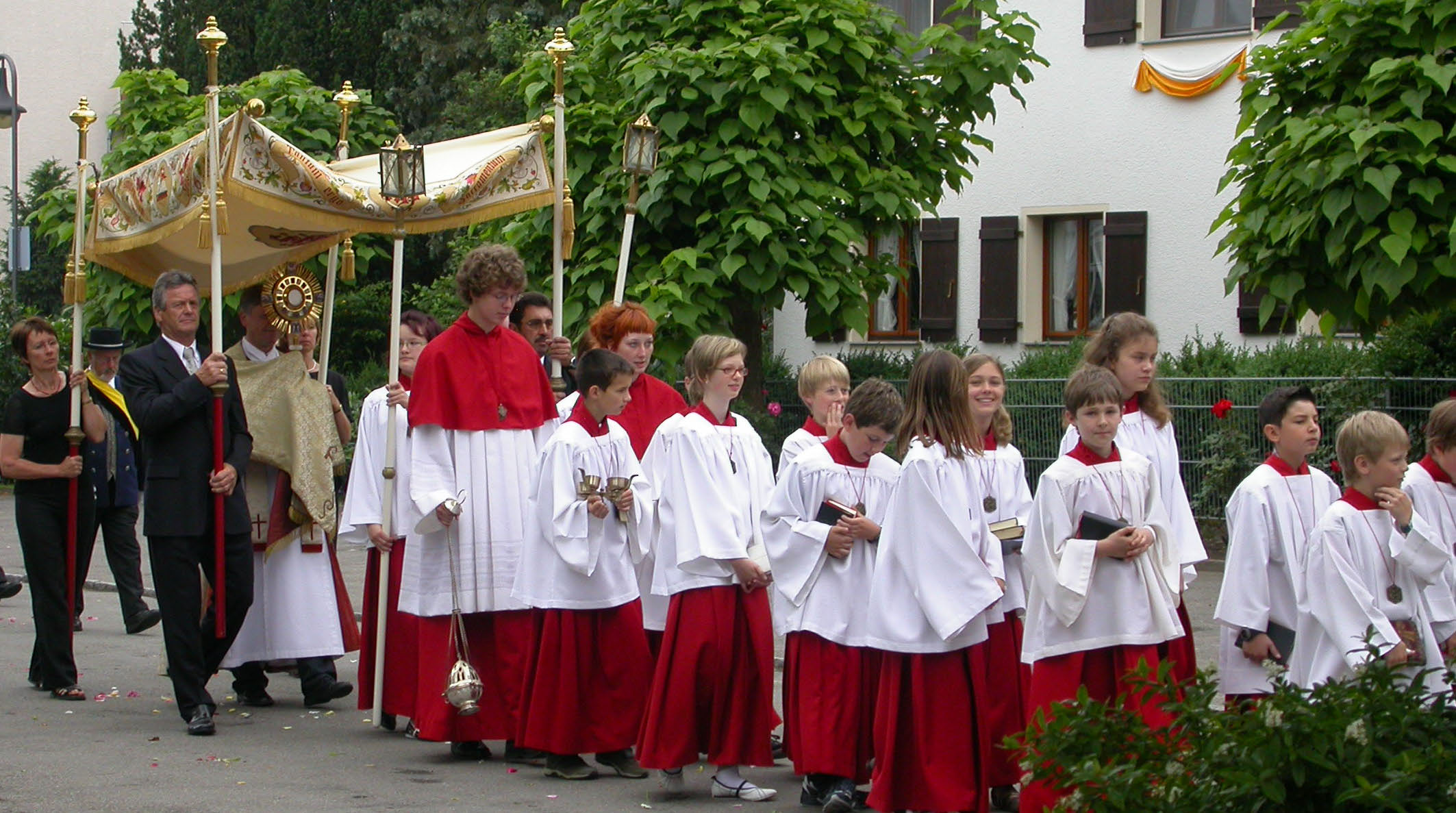
Fronleichnamsprozession in Meckenbeuren im Jahr 2007

Das Fronleichnamsfest ist ein Hochfest im Kirchenjahr der katholischen Kirchen, mit dem die nach kirchlicher Lehre bleibende Gegenwart des als Sohn Gottes angesehenen Jesus Christus im Sakrament der Eucharistie gefeiert wird. Die liturgische Bezeichnung ist in der römisch-katholischen Kirche seit 1970 lateinisch Sollemnitas Sanctissimi Corporis et Sanguinis Christi ‚Hochfest des [allerheiligsten] Leibes und Blutes Christi‘. In der altkatholischen Kirche wird es auch Danktag für die Eucharistie genannt.
Kennzeichnend für das Fest ist die Fronleichnamsprozession, eine eucharistische Prozession. Als Festgedanken gelten heute die Feier der Gegenwart Christi in der Eucharistie als „Sakrament der Einheit“ und der „Mitte, aus der wir leben“, das öffentliche Bekenntnis des Christseins und das Bild der pilgernden Kirche (Unterwegssein mit Christus), ferner die Segnung der Schöpfung, des Alltags und der Lebenswelt der Menschen.
Fronleichnam wird 60 Tage nach Ostern, also am zweiten Donnerstag nach Pfingsten, im Mai oder Juni gefeiert.

## Bezeichnungen
Die Bezeichnung Fronleichnam leitet sich von mittelhochdeutsch vrône lîcham für ‚des Herrn Leib‘ ab, von vrôn, ‚was den Herrn betrifft‘ (siehe auch Frondienst) und lîcham (‚der Leib‘). In der Liturgie heißt das Fest heute Sollemnitas Sanctissimi Corporis et Sanguinis Christi ‚Hochfest des Leibes und Blutes Christi‘. Bis 1970 war der liturgische Name In Festo Sanctissimi Corporis Christi ‚Am Fest des allerheiligsten Leibes Christi‘; mit der Erweiterung des Festnamens auf das Blut Christi fiel im Rahmen der Kalenderreform nach dem Zweiten Vatikanischen Konzil das bis dahin am 1. Juli begangene Fest des kostbaren Blutes unseres Herrn Jesus Christus weg.
Volkstümliche Bezeichnungen sind Herrgottstag, Sakramentstag, wegen der äußerlichen Gestaltung auch Kränzeltag (in Bayern; der Tag, an dem die Mädchen Kränze auf dem Kopf tragen oder an dem die „Wetterkranzl“ geweiht werden, die im Haus aufgehängt werden und gegen Blitzschlag schützen sollen). Die bayerischen Ausdrücke Prangtag oder Prangertag werden von „prangen“ (im Sinn von ‚durch glanzentfaltung, schönheit, schmuck u. s. w. sich auszeichnen‘ und ‚geschmückt aufziehen bei ... processionen‘) hergeleitet wegen der Blumenteppiche auf dem Prozessionsweg und der Birkenbäumchen – auch „Prangerstauden“ oder „Kranzlstauden“ genannt – vor den Häusern sowie der festlichen Kleidung der Teilnehmenden. Der vom Gründonnerstag übernommene Name Antlasstag weist auf die am Feste gewährten Ablässe hin.
In anderen Sprachen ist die lateinische Bezeichnung des Hochfestes, Corpus Christi, geläufig.

## Liturgie und theologische Sinngebung

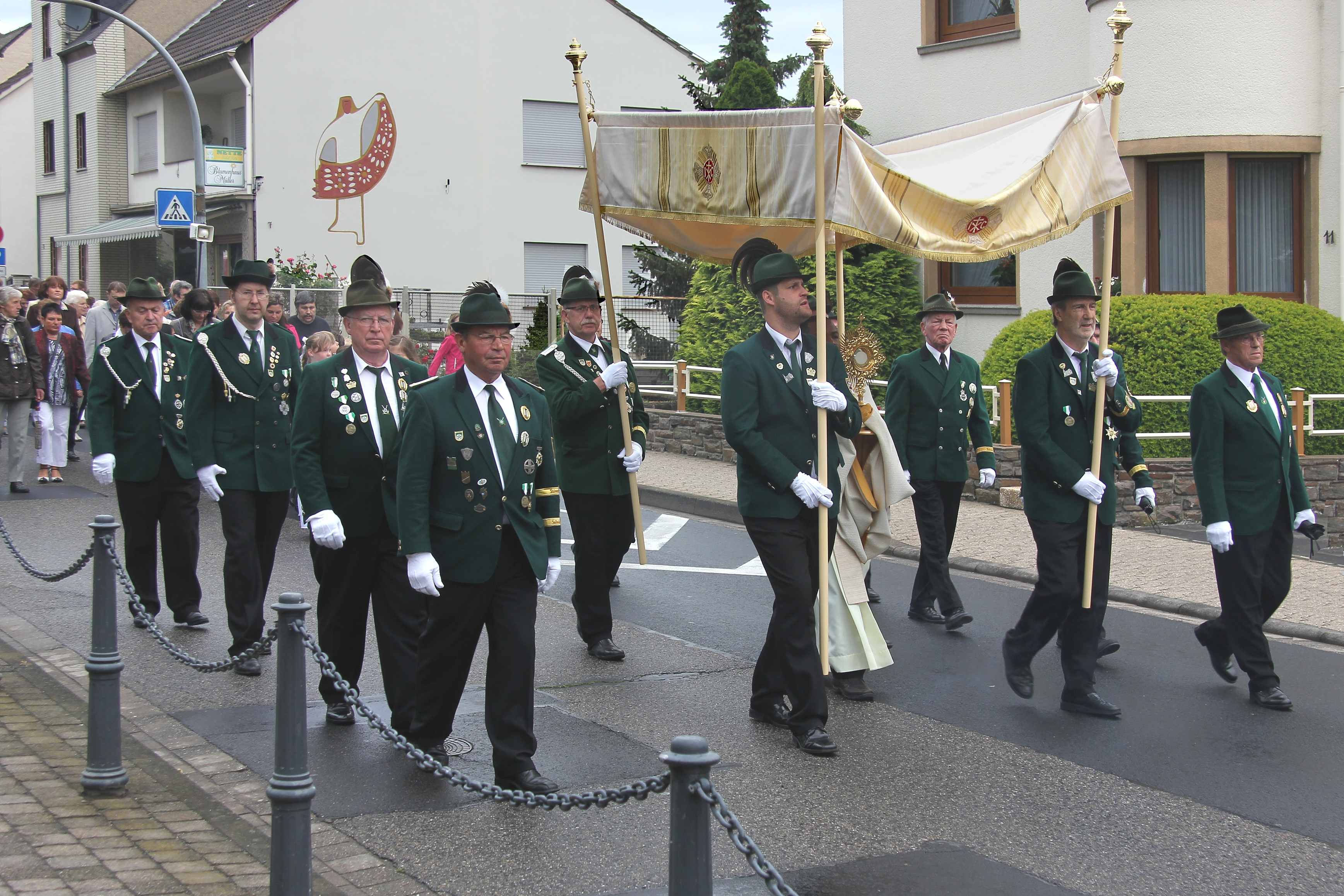
Schützen in Uniform tragen und begleiten den „Himmel“

Der Festtermin und das Anliegen des Fronleichnamstages, eines Ideenfestes, stehen in enger Verbindung zum Gründonnerstag und der damit verbundenen Einsetzung der Eucharistie durch Jesus Christus selbst beim letzten Abendmahl. Wegen des stillen Charakters der Karwoche erlaubt der Gründonnerstag keine prunkvolle Entfaltung der Festlichkeit. Aus diesem Grund wurde das Fest Fronleichnam bei seiner Einführung um die Mitte des 13. Jahrhunderts auf den ersten Donnerstag nach der Oktav des Pfingstfestes, neun Wochen nach dem Gründonnerstag, gelegt. In Ländern, in denen Fronleichnam kein gesetzlicher Feiertag ist, kann das Hochfest an einem der darauffolgenden Sonntage nachgefeiert werden.
Von 1264 bis 1955 hatte das Fronleichnamsfest eine Oktav, die nach einer Liturgiereform durch Papst Pius XII. entfiel. Am Tag nach dem Oktavtag, dem dritten Freitag nach Pfingsten, wird das Hochfest des Heiligsten Herzens Jesu begangen, das in enger thematischer Beziehung zum Festgeheimnis von Fronleichnam steht.

### Liturgie der Messfeier
Der wichtigste Teil des Fronleichnamsfestes ist die heilige Messe. Die liturgischen Texte beziehen sich je nach Lesejahr (seit 1970) auf das Mahl mit Jesus und die Einsetzung der Eucharistie, auf die wunderbaren Speisungen im Alten und Neuen Testament und auf die eucharistischen Reden Jesu:
|            | 1. Lesung         | 2. Lesung (bis 1969: Epistel) | Evangelium        |
| ---------- | ----------------- | ----------------------------- | ----------------- |
| Bis 1969   |                   | 1 Kor 11,23–29                | Joh 6,55–58       |
| Lesejahr A | Dtn 8,2–3.14b–16a | 1 Kor 10,16–17                | Joh 6,51–58       |
| Lesejahr B | Ex 24,3–8         | Hebr 9,11–15                  | Mk 14,12–16.22–26 |
| Lesejahr C | Gen 14,18–20      | 1 Kor 11,23–26                | Lk 9,11b–17       |

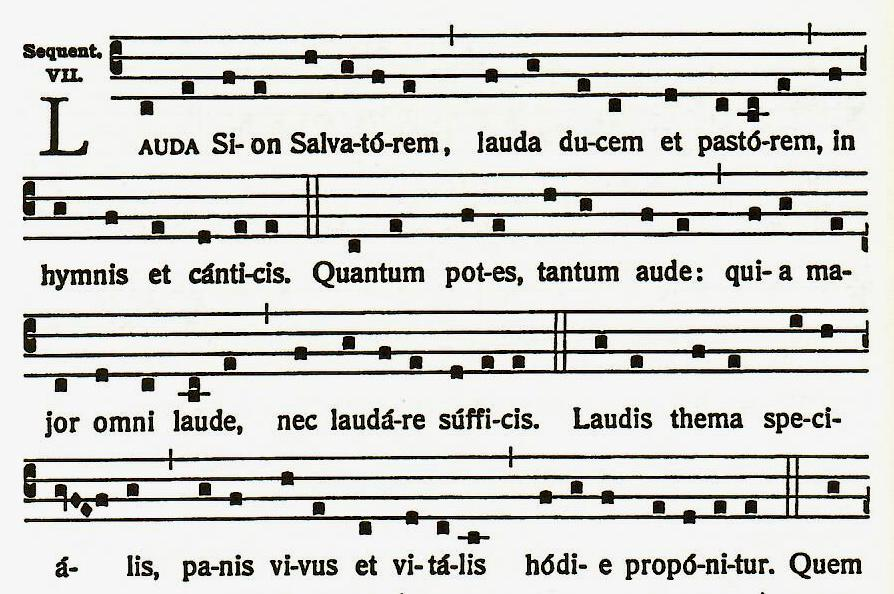
Beginn der Sequenz Lauda Sion Salvatorem im Graduale Novum

Die Festliturgie hat eine Sequenz, nämlich Lauda Sion Salvatorem, die Thomas von Aquin OP um 1264 für das damals neue Fest dichtete. Deren deutsche Nachdichtung Deinem Heiland, deinem Lehrer von Franz Xaver Riedel aus dem Jahr 1773 ist ein viel gesungenes Fronleichnamslied, auch zur Prozession.
Bis 1955 wurde in der heiligen Messe an Fronleichnam die Präfation für die Weihnachtszeit verwendet, in der es heißt: Die geheimnisvolle Menschwerdung des Wortes zeigt dem Auge unseres Geistes das neue Licht deiner Herrlichkeit; indem wir Gott so mit leiblichem Auge schauen, entflammt er in uns die Liebe zu unsichtbaren Gütern. Dadurch wurde der inkarnatorische Charakter der Eucharistie, nämlich die bleibende Gegenwart des menschgewordenen Christus in den Gestalten von Brot und Wein, unterstrichen. Nach 1955 wurde an Fronleichnam die „gewöhnliche Präfation“ für Tage ohne eigene Präfation vorgetragen. Im Anschluss an das Zweite Vatikanum erhielt das Fronleichnamsfest eine eigene Sakramentspräfation, die vorher schon in einigen Diözesen gestattet war.
Heute stehen zwei Präfationen zur Auswahl. In einer wird der Opfercharakter der Eucharistie betont:

„Als der wahre und ewige Hohepriester hat er die Feier eines immerwährenden Opfers gestiftet. Er hat sich selbst als Opfergabe dargebracht für das Heil der Welt und uns geboten, dass auch wir diese Gabe darbringen zu seinem Gedächtnis. Er stärkt uns, wenn wir seinen Leib empfangen, den er für uns geopfert hat. Er heiligt uns, wenn wir sein Blut trinken, das er für uns vergossen hat.“

In einer zweiten Präfation steht der Zusammenhang zwischen dem Abendmahl Jesu und der Messfeier der Gemeinde im Mittelpunkt:

„Denn er hat beim Letzten Abendmahl das Gedächtnis des Kreuzesopfers gestiftet zum Heil der Menschen bis ans Ende der Zeiten. Er hat sich dargebracht als Lamm ohne Makel, als Gabe, die dir gefällt, als Opfer des Lobes. Dieses erhabene Geheimnis heiligt und stärkt deine Gläubigen, damit der eine Glaube die Menschen der einen Erde erleuchte, die eine Liebe sie alle verbinde. So kommen wir zu deinem heiligen Tisch, empfangen von dir Gnade um Gnade und werden neu gestaltet nach dem Bild deines Sohnes.“

### Sinngebung der Prozession

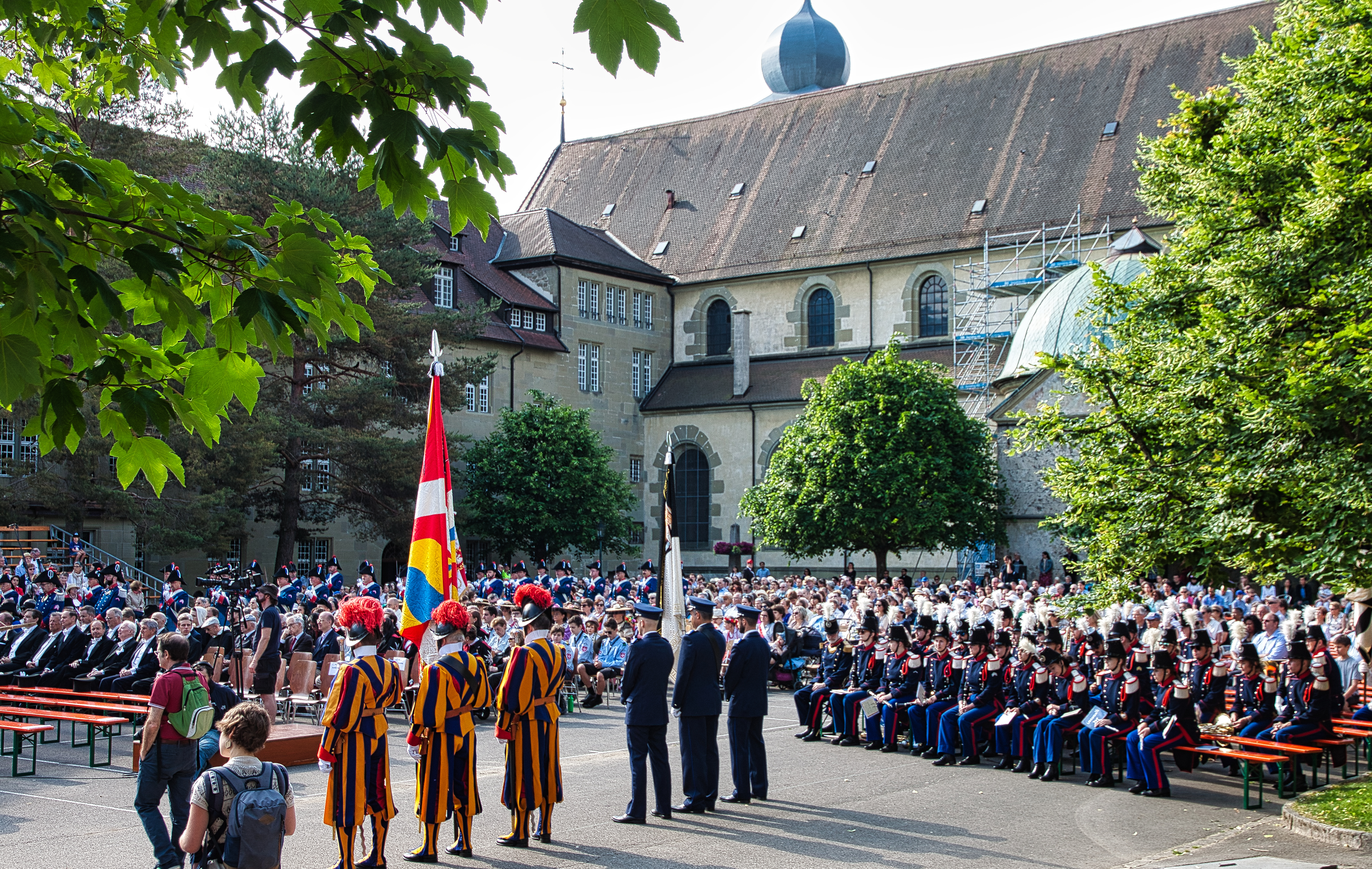
Teilnehmende an der Fronleichnamsmesse unter freiem Himmel in Freiburg, Schweiz (links vorne ehemalige Gardisten der Päpstlichen Schweizergarde)

Vielerorts wird der Gottesdienst zu Fronleichnam im Freien gefeiert. An die heilige Messe schließt sich in der Regel die Prozession an, regional auch „Gottestracht“ (von mhd. trahte, Substantiv zu „tragen“) genannt, bei der die Gläubigen die vom Priester oder Diakon getragene Monstranz mit dem Allerheiligsten (einer konsekrierten Hostie) in einem Festzug unter Gebet und Gesang durch die Straßen begleiten („theophore“ Prozession). Die Monstranz und ihr Träger werden dabei von einem „Himmel“ genannten mitgetragenen Stoffbaldachin beschirmt. Mit Stationsgottesdiensten an bis zu vier Außenaltären (Segensaltären) werden Elemente eines Flurumgangs aufgenommen; bei jeder Statio wird ein Abschnitt aus dem Evangelium vorgetragen, es werden Fürbitten gesprochen und der sakramentale Segen in alle Himmelsrichtungen, über den Ort und die Flur erteilt. Vor 1960 kamen in den vorgetragenen Perikopen das adventliche Kommen Jesu Christi zum Ausdruck, wie es in den ersten Versen der vier Evangelien jeweils unterschiedlich akzentuiert wird. Sie waren wie folgt den Segensstationen zugeordnet: 1. Altar Mt 1,1–16 , 2. Altar Mk 1,1–8 , 3. Altar Lk 1,5–17 , 4. Altar Joh 1,1–14 . Der Prozessionsweg ist vielerorts mit Blumen bestreut, mit grünen Zweigen, Fahnen und Teppichen geschmückt. Die Prozession schließt meist in der Pfarrkirche mit dem Gesang des Tantum ergo, dem sakramentalen Segen und dem Lobhymnus Te Deum laudamus, der vor dem Tantum ergo oder zum Abschluss gesungen wird.
1959 bestimmte die Ritenkongregation, dass die Fronleichnamsprozession keine Liturgie im engeren Sinne ist, sondern eine fromme Übung (pium exercitium) und somit in die Zuständigkeit der Diözesanbischöfe fällt, 1960 veröffentlichte die Kongregation eine neue Ordnung für die Prozession, den Ordo processionis in festo sanctissimi Corporis Christi. Anstelle der Anfänge der vier Evangelien werden jetzt an den vier Segensaltären zum Fronleichnamsfest passende Perikopen vorgetragen, und die Anliegen der Fürbitten und der Segensspendung sind an den einzelnen Altären: für die Kirche (1. Segen), für Land und Volk (2. Segen), für das Gedeihen der Feldfrüchte und die Werke der menschlichen Technik (3. Segen) und für den Ort und seine Bewohner (4. Segen).
Durch das Zweite Vatikanische Konzil (1962–1965) wurden die Feier der heiligen Messe und der Empfang der Kommunion als „stiftungsgemäße Hochform“ der Verehrung der Eucharistie (Andreas Heinz) hervorgehoben. Das Konzil bestimmte in seiner Liturgiekonstitution Sacrosanctum Concilium, dass die „frommen Übungen“ wie die Prozession „aus der heiligen Liturgie abgeleitet werden und das Volk zu ihr hinführen, da sie ihrer Natur nach ja weit über diesen steht“ (SC 13.3). Dadurch verlor die Fronleichnamsprozession gegenüber der Messfeier an Bedeutung, wurde im Verlauf oft reduziert und vereinzelt abgeschafft.
Die heutige Sinngebung der Prozession geht in der Regel nicht mehr vom Vorbild eines Triumphzuges aus, sondern vom Bild der Kirche als wanderndem Gottesvolk, das in der Ekklesiologie des Zweiten Vatikanischen Konzils besondere Bedeutung erhielt; das Konzil zitierte dabei den Kirchenlehrer Augustinus, für den die Kirche „zwischen den Verfolgungen der Welt und den Tröstungen Gottes auf ihrem Pilgerweg“ dahinschreitet und Kreuz und Tod des Herrn verkündet; im römischen Direktorium über die Volksfrömmigkeit und Liturgie (2001) heißt es: „Die Gläubigen […] fühlen sich als ‚Volk Gottes‘, das mit seinem Herrn auf dem Weg ist und den Glauben an ihn, der wirklich ‚Gott mit uns‘ geworden ist, zum Ausdruck bringt.“
Ihre Mitte ist Christus, „das Brot des Lebens“. Der Charakter wandelte sich von einer „eucharistischen Schaufrömmigkeit“ zu einer „Kommunionfrömmigkeit“ (Guido Fuchs). Die Verbindung von Prozession und heiliger Messe wird stärker betont:

„Die Prozession am Hochfest des Leibes und Blutes Christi ist sozusagen der „Prototyp“ der eucharistischen Prozessionen. Sie wächst aus der Eucharistiefeier selbst heraus. Direkt nach der Messe wird die Hostie, die in ihr konsekriert wurde, aus der Kirche gebracht, damit das christliche Volk ein öffentliches Zeugnis des Glaubens und der Verehrung zum heiligsten Sakrament geben kann.“

An weiteren Deutungen für die Prozession werden genannt: ein Bild für den Auszug aus Ägypten, der bedrohte, aber von Gott beschützte Weg der Israeliten durch das Rote Meer (Sabine Felbecker); das heilsgeschichtliche Unterwegssein aus dem Babylonischen Exil in Richtung auf das himmlische Jerusalem, symbolisiert durch die Rückkehr in die Pfarrkirche zum Abschlusssegen (Jürgen Küster); ähnlich der franziskanische Gedanke von der Nachfolge Jesu, wenn die Gläubigen dem in der Hostie anwesenden Christus Schritt für Schritt auf dem Weg durch die „Welt“ ins endzeitliche Gottesreich folgen, wobei die eucharistische Prozession den „sieghaften Charakter“ der Nachfolge des auferstandenen und in der Eucharistie anwesenden Christus betont gegenüber der Nachfolge des leidenden Christus im Kreuzweg (Dietz-Rüdiger Moser).
Das Verlassen der Kirche für die Prozession mit dem Allerheiligsten durch die Stadt kann verstanden werden als „Zuwendung zur Welt mit allen ihren Nöten und Anliegen“, dem Wohn-, Arbeits- und Lebensraum der Menschen, der Erde, der Schöpfung und der ganzen Wirklichkeit des Lebens. Der diakonische Aspekt der Liturgie kann dadurch betont werden, dass für Segensstationen Orte gewählt werden, an denen die Nähe Christi in unterschiedlichen Lebenslagen deutlich werden kann, etwa Schule oder Kindergarten, Altenheim, Industriebetrieb, Neubaugebiet oder Krankenhaus, oder dass am Fronleichnamstag den Kranken daheim die Krankenkommunion überbracht wird.
Nach dem Kirchenrecht ist es Aufgabe des Diözesanbischofs, über Zeit und Umstände der öffentlichen Gottesdienste zum Fronleichnamsfest zu entscheiden:

„Wo es nach dem Urteil des Diözesanbischofs möglich ist, soll zum öffentlichen Zeugnis der Verehrung gegenüber der heiligsten Eucharistie, vor allem am Hochfest Fronleichnam, eine Prozession stattfinden, die durch die öffentlichen Straßen führt. Dem Diözesanbischof kommt es zu, Ordnungen für die Prozessionen zu erlassen; durch diese ist für die Teilnahme an ihnen und ihre würdige Durchführung Vorsorge zu treffen.“

Bereits nach 1960 hatte es, initiiert durch den Eucharistischen Weltkongress in München, erste Änderungen gegeben, nachdem die „alte Form der Statio“ wiederentdeckt worden war, bei der an einem zentralen Platz die heilige Messe gefeiert wurde und die Prozession im Anschluss zur Pfarrkirche zog. So wie der altrömische Stationsgottesdienst die Einheit der Gemeinden mit dem Bischof zum Ausdruck brachte, wird jetzt die Eucharistie zum Sakrament der Einheit der Kirche in einer Stadt: „Fronleichnam ist der geborene Tag für die eine Eucharistiefeier der Kirche eines Lebensraumes, über alle Rechtsbezirke hinweg.“ (Angelus Häußling, Benediktiner in Maria Laach) Wenn mehrere Gemeinden zusammen feiern, liegt die Konzelebration aller Priester nahe. Die Prozession wird nach Häußling dabei entbehrlich.

## Geschichte

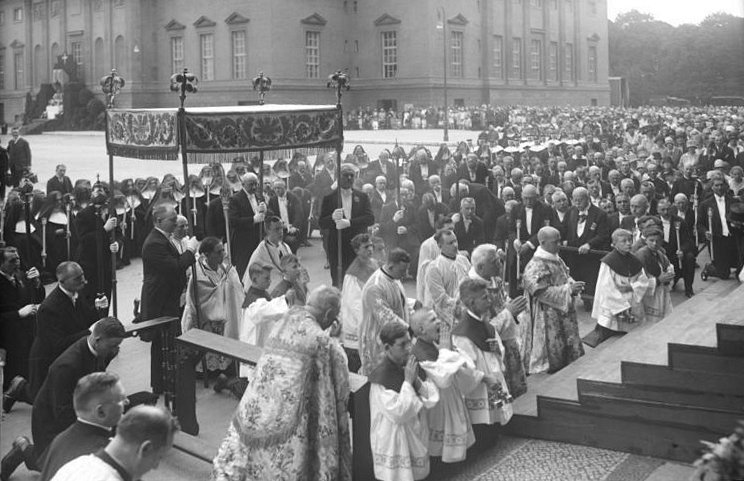
Fronleichnamsprozession auf dem heutigen Bebelplatz in Berlin, vor der St.-Hedwigs-Kirche, 1928

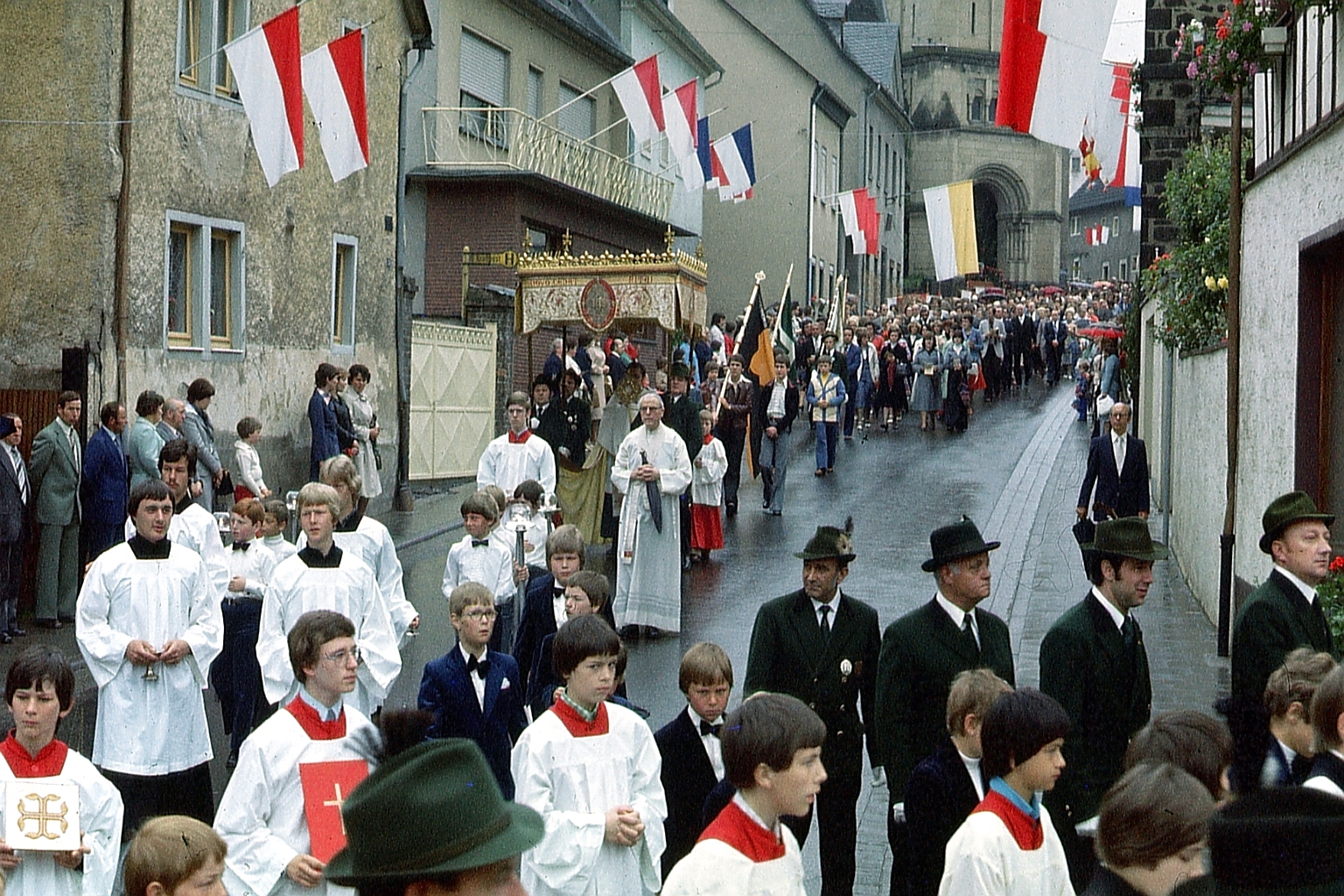
Prozession 1977 in Kärlich

### Entstehung des Festes
Das Fest der leiblichen Gegenwart Christi in der Eucharistie wurde erstmals 1247 im Bistum Lüttich in der Basilika St. Martin gefeiert und 1264 von Papst Urban IV. durch die Bulle Transiturus de hoc mundo zum Fest der Gesamtkirche erhoben. Auslöser dieser Entscheidung war das Blutwunder von Bolsena, das von ihm im Jahre 1263 als echtes Wunder anerkannt worden war. Unter anderem schrieb Urban IV.:

„Wir haben es daher, um den wahren Glauben zu stärken und zu erhöhen, für recht und billig gehalten, zu verordnen, dass außer dem täglichen Andenken, das die Kirche diesem heiligen Sakrament bezeigt, alle Jahre auf einen gewissen Tag noch ein besonderes Fest, nämlich auf den fünften Wochentag nach der Pfingstoktav, gefeiert werde, an welchem Tag das fromme Volk sich beeifern wird, in großer Menge in unsere Kirchen zu eilen, wo von den Geistlichen und Laien voll heiliger Freude Lobgesänge erschallen.“

Die Anregung zu dem Fest geht auf die Initiative der heiligen Juliana von Lüttich zurück, einer Begine von Namur. Die Begine sah in einer Vision das Kirchenjahr in Gestalt eines Mondes, der einen dunklen Fleck aufwies. Diesen Fleck deutete sie als das Fehlen eines eigenen Festes für die Eucharistie. 1246 wandte sie sich mit ihrem Anliegen an den Lütticher Bischof Robert, der die Einführung des Eucharistiefestes befürwortete. Das Vierte Laterankonzil hatte 1215 die Wandlung der eucharistischen Gestalten mit der Transsubstantiationslehre präzisiert, das Konzil von Trient erhob sie 1551 zu einem Dogma. Die römisch-katholische Kirche lehrt, dass in der heiligen Messe die eucharistischen Gestalten durch Wesensverwandlung wahrhaft zum Leib und Blut Christi werden und Christus darin gegenwärtig ist und bleibt.
Für das Fest entstand ein eigenes Proprium für Stundengebet und Messe, das Thomas von Aquin schuf. Die Hymnen haben den Charakter des Fests entscheidend geprägt: Panis angelicus, Pange lingua, Adoro te devote, Verbum supernum prodiens und die Sequenz Lauda Sion.

### Entwicklung der Prozession
Die Prozession gehörte anfangs nicht zu den Feierlichkeiten des Fronleichnamsfestes. Eine erste Sakramentsprozession an Fronleichnam gab es zwischen 1264 und 1278 in der Kölner Pfarrei St. Gereon, 1286 in Benediktbeuern, um 1301 an St. Godehard in Hildesheim und 1317 in Quedlinburg. Nach dem Vorbild eines Versehgangs wurde das Allerheiligste zunächst in der Pyxis, einem kleinen geschlossenen Gefäß, ab dem 13. Jahrhundert öffentlich sichtbar in der Monstranz in einem Umgang um die Kirche mitgeführt, und zwar vor der Feier der heiligen Messe. Eine weitere bedeutsame Vorläuferin der Fronleichnamsprozession, so der Religionswissenschaftler Johann Evangelist Hafner, war die Reliquienprozession, bei der Gebeine wundertätiger Heiliger umhergetragen und zur Schau gestellt wurden; mit Reliquien wurde auch der Segen erteilt. Die Reliquien-Ostensorien waren Vorgänger der Monstranz zur Aufnahme der konsekrierten Hostie. Hafner weist darauf hin, dass im 12. Jahrhundert die Scheu, das Allerheiligste zu sehen, von einem Schauverlangen abgelöst worden war; ab etwa 1200 entwickelte sich der Ritus der Elevation der gewandelten Gaben bei der heiligen Messe, der zum Ausgangspunkt der neuen Formen eucharistischer Frömmigkeit (wie auch von Praktiken des Aberglaubens) wurde; das Schauen der eucharistischen Gestalten trat an die Stelle der Kommunion („Augenkommunion“). Die Fronleichnamsprozession kann mit Hafner als „eine langgezogene Elevation“ verstanden werden. Er vermutet, dass die Ausbreitung des Fronleichnamsfestes, die ab 1315 ganz Europa erfasste, entscheidend vom Hinzutreten der Prozession gefördert wurde; wo es keine Prozession gab, sei das Fest wieder verschwunden. Die Monstranz kann als Vergrößerung der Hostie verstanden werden; sie wurde im Lauf der Zeit prächtiger und größer, ab dem 17. Jahrhundert war sie zunehmend als „Sonnenmonstranz“ von Strahlen umkränzt, als Zeichen für Jesus Christus als „die wahre Sonne“. Der Tragehimmel (lateinisch caelum gestatorium) über der Monstranz entstammt orientalischem Hofzeremoniell, er bietet Schutz gegen ungünstige Witterung, aber war gleichzeitig ein Attribut der Herrschaft und entspricht dem architektonischen Element des Ziboriums über Altären und Gräbern in Kirchen. Die Plätze unmittelbar vor und hinter dem Himmel sind vom Rang her besonders ausgezeichnet.
Im Laufe der Zeit wurde der Prozessionsweg ausgedehnter, und ab dem 15. Jahrhundert wurde er den populären Flurumgängen, den Bittprozessionen, angeglichen; bei den Bittprozessionen war allerdings das Allerheiligste allgemein nicht mitgeführt worden. An vier Stationen wurde angehalten und der Segen in alle Himmelsrichtungen gespendet; anstelle der vier Himmelsrichtungen konnte der Segen auch an markanten Punkten, besonderen Gebäuden oder geeigneten Plätzen für eine größere Zahl von Teilnehmern gespendet werden. Der Ablauf der Prozession wurde aufwendiger und prunkvoller, sie dauerte oft mehrere Stunden. Anfangs wurden Heiligenreliquien in Ostensorien oder Schreinen in der Prozession mitgetragen, die später durch Bilder oder Statuen der Heiligen ersetzt wurden. Zunftinsignien und kostbare Monstranzen wurden zum Teil auf Prunkwagen mitgeführt. Auf Schauwagen wurden vor allem in England und Spanien lebende Bilder mit Themen aus der gesamten Heilsgeschichte präsentiert, aus denen sich später die Fronleichnamsspiele entwickelten. Sängergruppen und Musiker wirkten mit. Die Prozessionen wurden durch Stiftungen der Räte, Zünfte und Bruderschaften getragen und finanziert. In der Barockzeit war die Prozession die Inszenierung eines Triumphzugs des himmlischen Königs, der Empfang Jesu Christi als Herrn der Welt, gleichsam „als Staatsbesuch, der auch das kleinste Dorf nicht auslässt“, begleitet von Hofstaat und Volk in hierarchisch gegliederter Prozessionsordnung über einen mit Blumen bestreuten Weg, der mit Teppichen, Fahnen und Grün geschmückt war. Christus der König wird mit Salutschüssen gegrüßt. Die Reihenfolge der Stände, Innungen und Zünfte, Bruderschaften und Gruppierungen in der Prozession spiegelte die gesellschaftliche Ordnung in einer Stadt und den sozialen Status der einzelnen Gruppen wider: je angesehener, desto näher am Allerheiligsten. Auch Müller, Bäcker und andere bei der Broterzeugung beteiligte Berufe gingen mancherorts nahe an der Sakramentsgruppe.
Die Reformation stand dem Fronleichnamsfest ablehnend gegenüber, da es sich biblisch nicht begründen lasse, aber auch wegen des als idolatrieartig überhöht empfundenen Umgangs mit der Hostie. In Wittenberg fand letztmals 1522 eine Fronleichnamsprozession statt, anscheinend aber ohne Mitführen des Altarsakraments. Martin Luther hielt die Predigt und erklärte, er sei diesem Fest „nit gut“, „wir wollens bescharren und begraben.“ In einer Predigt über Joh 6,55–58 , die in die Festpostille von 1527 aufgenommen wurde, erklärte er, dass die Päpste die Bibel verfälschten und Bibeltexten eine neue, ihren Zwecken dienliche Bedeutung zuschrieben:

„Darum bin ich kainem fest nie feinder gewest dann disem fest, allain darumb das der bapst die schrifft dazu so mißbrauchet. Er hat fürgeben, er hab es an dem grunen Donnerstag nitt mit seiner wirde künden feyren und begeen, drumb hab ers auff disen tag geschoben, Aber das ist nit sein maynung gewesen, Diß fest ist darumb angefangen, der Bepste messen zu bestetigen, dann damit ist des Bapsts regiment gegründt. Das wollen wir ietz lassen faren, es ist genug getriben unnd geschriben, wie wir durch den Bapst verfurt seind, wer sich dran keren will, der mags thun, doch will ich geradten haben, man wolle diß fest gantz und gar abethun, dann es ist dz aller schedlichst fest, als es durch dz gantze jar ist. An kainem fest wird got und sein Christus serer gelestert dann an disem tag, und sonderlichen mit der Procession, die man vor allen dingen sol abstellen.“

In Luthers Überarbeitung ging eine mittelalterliche Leise der Fronleichnamsprozession ins evangelische Liedgut ein: Gott sei gelobet und gebenedeiet (EG 214).
Auf dem Augsburger Reichstag von 1530 übte Kaiser Karl V. Druck auf die protestantischen Reichsstände aus, an der Fronleichnamsprozession teilzunehmen. Diese erreichten aber, dass ihnen das Fernbleiben gestattet wurde. Philipp Melanchthon erläuterte in der Bekenntnisschrift (Confessio Augustana), die auf diesem Reichstag dem Kaiser übergeben wurde, im Artikel über die reformatorische Kernforderung des Laienkelchs auch die Ablehnung der Fronleichnamsprozession. Sein Argument war, dass Brot und Wein bei der Eucharistiefeier zusammengehörten. Demnach unterlassen die Unterzeichner der Confessio Augustana die Prozession mit der Hostie, „weil die Teilung des Sakraments nicht übereinstimmt mit der Einsetzung Christi.“
Das Konzil von Trient (1545–1563) bestätigte das Fronleichnamsfest und wertete es gleichsam zu einer gegenreformatorischen Demonstration auf:

„So mußte denn die siegreiche Wahrheit über Lüge und Häresie triumphieren, damit ihre Widersacher beim Anblick eines so großen Glanzes und in solchem Jubel der ganzen Kirche niedergestreckt, entweder gelähmt und gebrochen vergehen oder mit Scham erfüllt und verwirrt endlich zur Besinnung gelangen.“

Die Prozession bekam so den Charakter einer „zur Schau getragenen Rechtgläubigkeit“ (Guido Fuchs).
Ihren Höhepunkt an festlicher Gestaltung erreichte die Fronleichnamsprozession im 17. und 18. Jahrhundert. In München wurden um 1600 in der Prozession von den Zünften 50 lebende Bilder dargestellt, bei denen 3000 Personen mitwirkten. Die Prozession zog zwischen den Stadtmauern hin, und die vier Evangelien wurden an den vier Stadttoren Schwabinger Tor, Isartor, Sendlinger Tor und Karlstor verlesen. Allerdings sah das Rituale Romanum Papst Pauls V. von 1614 keine Stationen mehr vor, lediglich den eucharistischen Segen zum Abschluss des Umgangs. Vor allem in den Städten waren die großen Schau-Prozessionen, die zum Beispiel in Erfurt Zehntausende von Zuschauern anzogen, auf Betrachter von außen eingestellt. In Häusern am Prozessionsweg wurden Fensterplätze an Auswärtige vermietet, und der örtliche Handel und die Wirte profitierten von der Menge der Besucher. Im Anschluss an die Prozession kam es nicht selten zu unpassenden Gesängen und Trinkgelagen.
Die Feier der heiligen Messe und die Teilnahme der Gläubigen daran spielten demgegenüber eine untergeordnete Rolle, sie wurde als ein Auftakt und Vorspiel zur Prozession verstanden und nicht selten als kurze und „Stille Messe“ gehalten, um mehr Zeit für die Prozession zu haben.

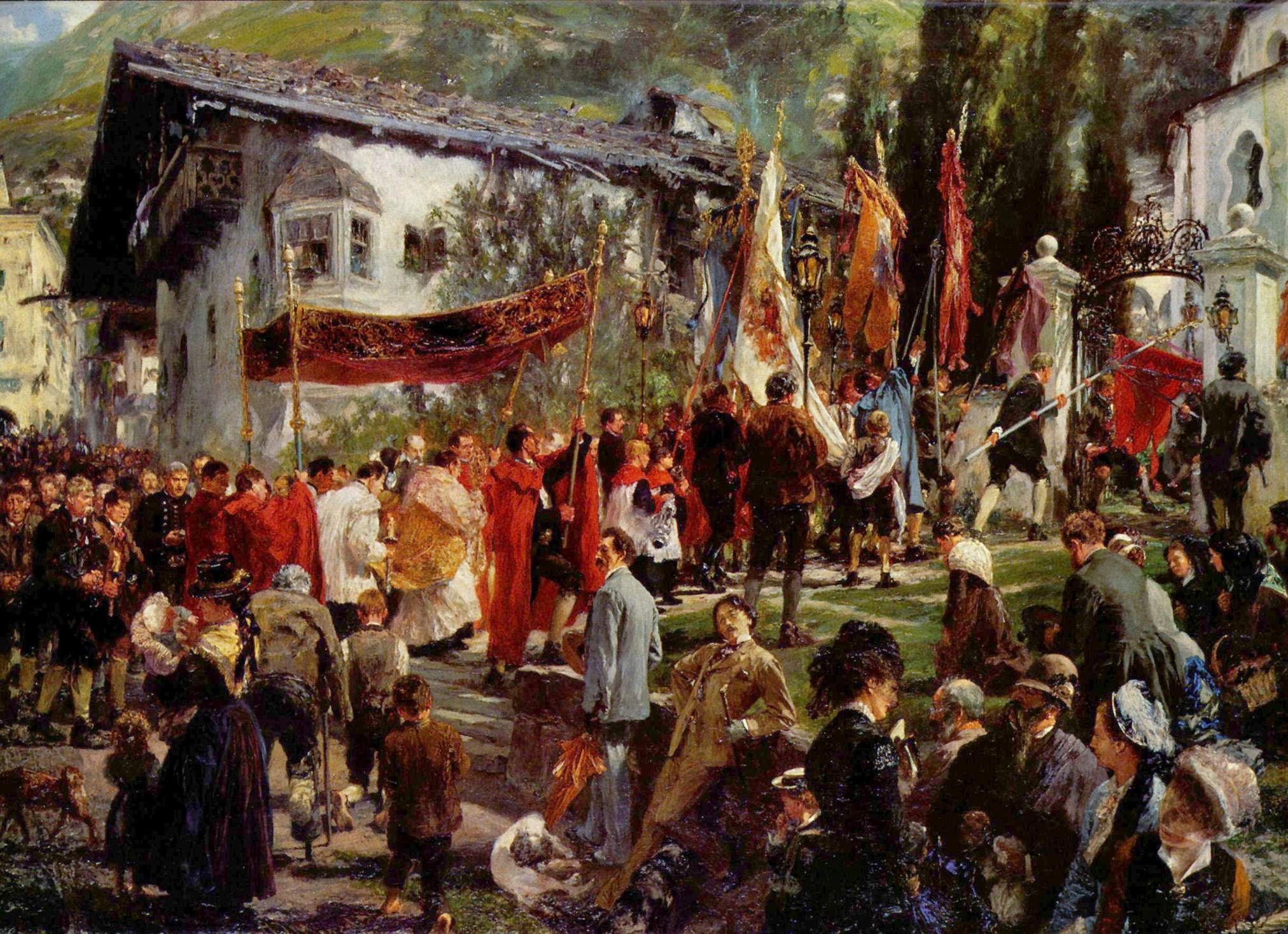
Fronleichnamsprozession in Hofgastein, Adolph Menzel, 1880; im Vordergrund schaulustige städtische Kurgäste

Im Zeitalter der Aufklärung wurde die Fronleichnamsprozession erneut kritisiert. Angemahnt wurde unter anderem das massenhafte Abholzen von Birken und Abbrechen von Reisern derselben, das Abschießen von Salven und der nun als unziemlich empfundene Pomp. Im Kurfürstentum Bayern wurden 1781 Maskierungen und lebende Bilder bei Fronleichnamsprozessionen verboten, wenig später untersagte man das Schießen. 1803 wurden Pferdeumritte, das Aufstellen von Bäumchen und das Anlegen von Blumenteppichen untersagt.
In Landshut nahm die dortige besonders prunkvolle Fronleichnamsprozession 1807 ein jähes Ende. In einem königlichen Befehl wurde die bisherige Praxis, wonach neun geharnischte Männer auf geharnischten Pferden die Prozession eröffneten und 24 Spanier (Höflinge) mit zwölf Edelknaben das Allerheiligste begleiteten, ausdrücklich verboten, da dies die „reine Jesusreligion“ entehre. Nur die drei Geharnischten, die das Stadtwappen symbolisierten, durften bleiben. 1810 beklagte sich der Pfarrer von St. Gangolf in Bamberg über „Unandächtigkeiten“ wie das „verordnungswidrige“ Aufstellen von Viktualienbuden und Bratwurstständen. In Bamberg förderte der „Verein zur Hebung des Fremdenverkehrs“ die wirtschaftliche Bedeutung des Fronleichnamsfestes, indem er für eine „Frühkneipe in der Weinrestauration“, Mittagstisch und Konzerte sorgte.
In Preußen wurde im 19. Jahrhundert an verschiedenen Orten (Breslau, Essen) die Fronleichnamsprozession, in Münster die „Große Prozession“ im Juli, zu einer bewussten Protesthaltung der römisch-katholischen Bevölkerung gegenüber der preußischen Politik und bewirkte in manchen Städten eine Neubelebung, in Spandau sogar zur Neuentstehung der Prozession. Die Spandauer Prozession zog ab den 1830er-Jahren Tausende Katholiken aus den Nachbarstädten Berlin und Charlottenburg an und gilt als wichtigste Feier des Diasporakatholizismus in der preußischen Hauptstadt. Von den Protestanten wurden die Prozessionen im öffentlichen Straßenraum als Provokation seitens des kleinen Bevölkerungsanteils der Katholiken gegenüber der nichtkatholischen Bevölkerungsmehrheit empfunden, und es kam zu Störungen. Von liberaler Seite wurde ein Verbot gefordert und mit „Straßenterrorismus“ begründet. Die Konflikte wurden von der kirchlichen und der säkularen Presse aufgegriffen. 1875, auf dem Höhepunkt des Kulturkampfs, wurde sie in Spandau nicht mehr genehmigt. In Münster erhielten 1876 die Schüler keinen schulfreien Tag, aber bis zu 75 % der Schüler fehlten im Unterricht. In den Folgejahren durften die Schüler nicht geschlossen unter Führung ihrer Lehrer teilnehmen.
Aus dem 19. Jahrhundert sind Konflikte in gemischtkonfessionellen Gebieten Deutschlands dokumentiert: Protestantische Bauern brachten als Provokation den Mist gerade an Fronleichnam auf die Felder aus; bei der Essener Fronleichnamsprozession 1845 wurden protestantische Polizisten angegriffen, und 1853 bewegte sich die Prozession in Ottweiler nicht auf der vorgesehenen Route, sondern provokanterweise durch die von Protestanten bewohnte Hauptstraße. Auch begingen die im Deutschland des 19. Jahrhunderts gegründeten Gustav-Adolf-Vereine an Fronleichnam ihre Gustav-Adolf-Feste, nachdem der Schwedenkönig aus der Zeit des Dreißigjährigen Krieges zum Retter des deutschen Protestantismus stilisiert worden war.
Im späten 19. und beginnenden 20. Jahrhundert spielte der Gedanke von Christus König zunehmend eine Rolle. Papst Pius XI. schrieb in seiner Enzyklika Quas primas, mit der er 1925 das Christkönigsfest einsetzte:

„Durch prunkvolle Prozessionen will man Christus als den vom Himmel geschenkten König ehrend grüßen. Mit Recht darf man behaupten, daß das christliche Volk unter dem Antrieb einer göttlichen Eingebung den Heiland, der in diese Welt gekommen ist und den die Gottlosen nicht anerkennen wollten, aus der Stille und Verborgenheit der Heiligtümer hervorholen will, um ihn wie einen Sieger durch die Straßen der Städte zu geleiten und in seine königlichen Rechte wieder einzusetzen.“

Während der Zeit des Nationalsozialismus wurde die Fronleichnamsprozession von vielen als Demonstration ihres Glaubens gegen die nationalsozialistische Weltanschauung und die Diktatur verstanden. In Köln war ab 1936 die geschlossene Teilnahme von Schulgruppen an Fronleichnamsprozessionen, die teilweise mit dem Banner der Schule und mit Schulmützen mitgegangen waren, verboten, da die Nationalsozialisten dies als Provokation verstanden. Als später die Kinder und Lehrer in manchen Gebieten nicht mehr den ganzen Tag schulfrei bekamen, sondern nur noch die erste Schulstunde, begann man beispielsweise in Westönnen 1939 mit der Prozession bereits um 5 Uhr, so dass die zweite Schulstunde um 8 Uhr erreicht wurde; der Pfarrer schreibt in der Chronik von großer Beteiligung.
In der zweiten Hälfte des 20. Jahrhunderts verschwanden der triumphalistische Auftritt und die konfessionelle Polemik; in manchen Fällen nehmen sogar in ökumenischer Verbundenheit evangelische Christen an der Prozession teil. Die Auffassungen der Konfessionen näherten sich in verschiedenen Fragen des Glaubens einander an, und es wuchs die Einschätzung, dass das Bekenntnis christlicher Positionen gegenüber einer Öffentlichkeit, die dem Religiösen und Kirchlichen zunehmend fremd oder ablehnend gegenübersteht, in erster Linie ein christliches und nicht mehr ein konfessionelles Bekenntnis sein müsse. Bei der Beteiligung wurden und werden verschiedene Formen praktiziert: Evangelische Christen oder auch nur Vertreter der protestantischen Gemeinde wie Pfarrer oder Presbyter ziehen mit der Prozession und übernehmen manchmal liturgische Rollen, indem sie etwa eine Lesung vortragen; andernorts wird ein Platz vor der evangelischen Kirche für einen Segensaltar gewählt, oder die Glocken werden geläutet; häufig wirkt ein evangelischer Posaunenchor bei der musikalischen Gestaltung mit.
Durch das Zweite Vatikanische Konzil (1962–1965) bekamen die heilige Messe und der Empfang der Kommunion zentrale Bedeutung, hinter der die Prozession zurücktrat. Sie verlor an Gewicht, wurde im Verlauf oft reduziert und vereinzelt abgeschafft. Häufig ist heute der altchristliche Stationsgottesdienst das Vorbild für die Feier, bei der die heilige Messe – bei mehreren Gemeinden möglichst in Konzelebration der beteiligten Priester – an einem zentralen Platz gefeiert wird und die Prozession im Anschluss durch die Straßen zieht; dabei sind nach örtlichem Brauch Stationen vorgesehen, Ziel ist häufig die Pfarrkirche. In einer zunehmenden Zahl von Kirchengemeinden, so ergab eine Umfrage in Pfarreien der Stadt Wien um 1990, wird in der heiligen Messe am Fronleichnamsfest auch die Kelchkommunion praktiziert, die das Konzil wiederbelebt und für bestimmte Anlässe empfohlen hatte.

### Bedeutung in anderen christlichen Konfessionen
In der orthodoxen Kirche ist die Verehrung des zur Anbetung ausgesetzten Allerheiligsten unbekannt. Hier lautet ein Grundsatz: Wir verehren die heiligen Gaben, weil wir sie – etwa zur Krankenkommunion – aufbewahren, aber wir bewahren sie nicht auf, um sie zu verehren. Ebenso wie die scholastisch-rationalistische Transsubstantiationslehre wird das Fronleichnamsfest abgelehnt.
Eine Prozession findet in orthodoxen Kirchen am ersten Fastensonntag, dem „Sonntag der Orthodoxie“, in Erinnerung an die Wiederherstellung der Bilderverehrung durch die Kaiserin Theodora II. 843 statt. Hierbei zieht eine Prozession mit den heiligen Ikonen, den Zeichen der Gegenwart Gottes, dreimal um die Kirche.
Protestanten feiern Fronleichnam nicht, weil sie ein anderes Verständnis von Abendmahl beziehungsweise Eucharistie haben als Katholiken. Für Lutheraner bleiben Brot und Wein während des Abendmahls in ihrer Substanz das, was sie sind: Brot und Wein. Dabei ist Christus jedoch „in, mit und unter“ Brot und Wein gegenwärtig (Realpräsenz), wie es in der Konkordienformel, einer lutherischen Bekenntnisschrift heißt. Das schließt nicht aus, dass bei manchen Fronleichnamsprozessionen auch eine Station von und vor der evangelischen Kirche aufgebaut wird und dass öfter der – in der Regel evangelische – Posaunenchor die Prozession begleitet.

## Heutige Praxis in Deutschland, in Österreich und der Schweiz

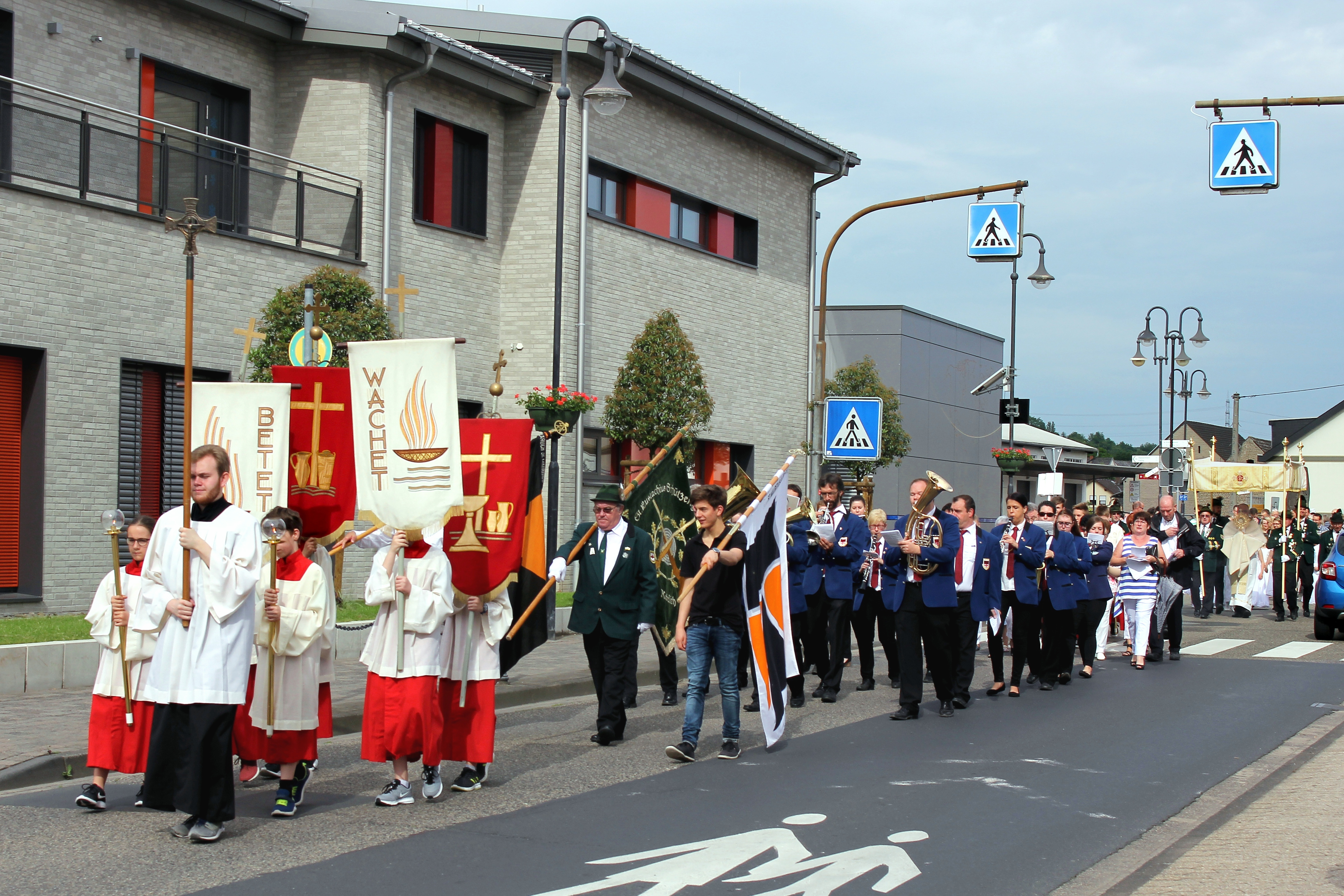
Messdiener mit Kreuz und Fahnen führen die Prozession an, gefolgt von Bannerträgern der Vereine, Musikkapelle und Kirchenchor

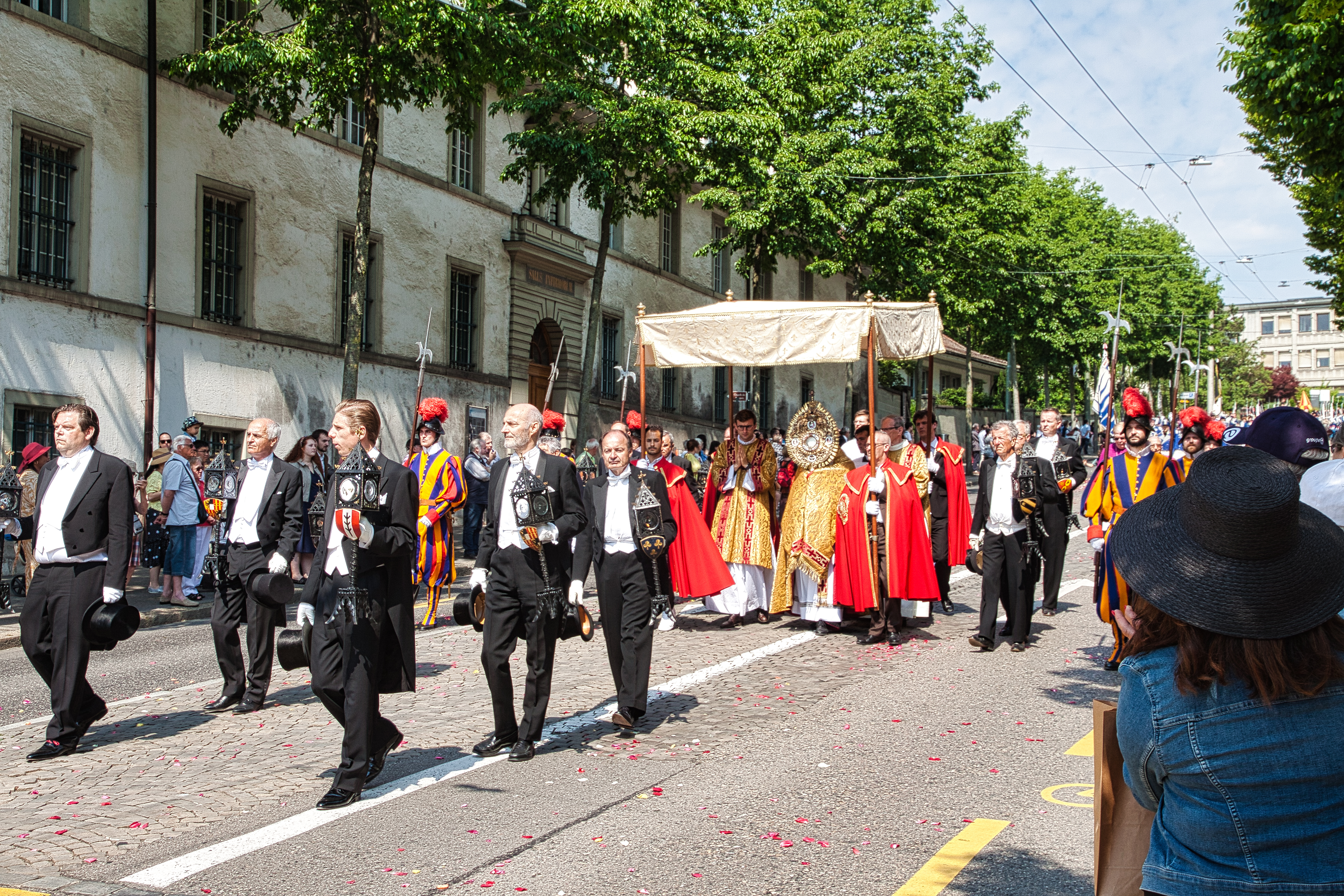
Die Sakramentsbruderschaft geht dem Allerheiligsten voraus, das von Konzelebranten getragen und durch den Baldachin und Schweizergardisten abgeschirmt ist.

In den deutschsprachigen Ländern war bis weit in das 20. Jahrhundert hinein die Fronleichnamsfeier in der Form üblich, dass nach einem Festhochamt in der Pfarrkirche die Prozession durch den Ort zu vier Altären und zum Schlusssegen zurück in die Pfarrkirche zog. Dabei umschritt sie laut Guido Fuchs nach dem Vorbild der Flurprozession einen „bestimmten Bezirk“, erreichte das von Fuchs zitierte „Ideal“ vom Umschreiten des gesamten Pfarreigebietes jedoch in der Regel nicht. Diese Praxis ist in den letzten Jahren zurückgegangen. Heute ist vielerorts die Messfeier zu Beginn auf einem öffentlichen Platz üblich, an dem sich die eucharistische Prozessionen mit Stationen nach örtlichem Brauch anschließt. Mancherorts wurde als neues Element der Festgestaltung eine gemeinsame Messfeier der Pfarreien einer Kommune im Freien auf einem Platz in der Stadtmitte eingeführt, die mit einer Sternprozession verbunden sein kann: Die beteiligten Pfarreien kommen in Prozessionsform ohne das Allerheiligste auf verschiedenen Wegen zum Ort der Eucharistiefeier, nach der heiligen Messe ziehen sie jeweils mit dem Allerheiligsten zurück in ihre Gemeinden, wo dann der Schlusssegen erteilt wird. Bei zwei beteiligten Gemeinden kann in der einen Pfarrkirche die Messfeier stattfinden, die Prozession führt dann – gegebenenfalls mit Segensstationen unterwegs – zu der anderen Kirche, wo die Schlussfeier stattfindet. Eine solche Prozession kann auch von einem Diakon geleitet werden, nicht jedoch von einem Kommunionhelfer. Bei einer Umfrage der Zeitschrift Liturgie konkret im Jahr 2002, an der sich 432 Personen überwiegend aus Süddeutschland beteiligten, gab etwa die Hälfte der Antwortenden an, es gebe bei der örtlichen Prozession vier Stationen, am zweithäufigsten wurde eine Station angegeben, auf zwei oder drei Stationen entfielen jeweils etwa 12 Prozent.

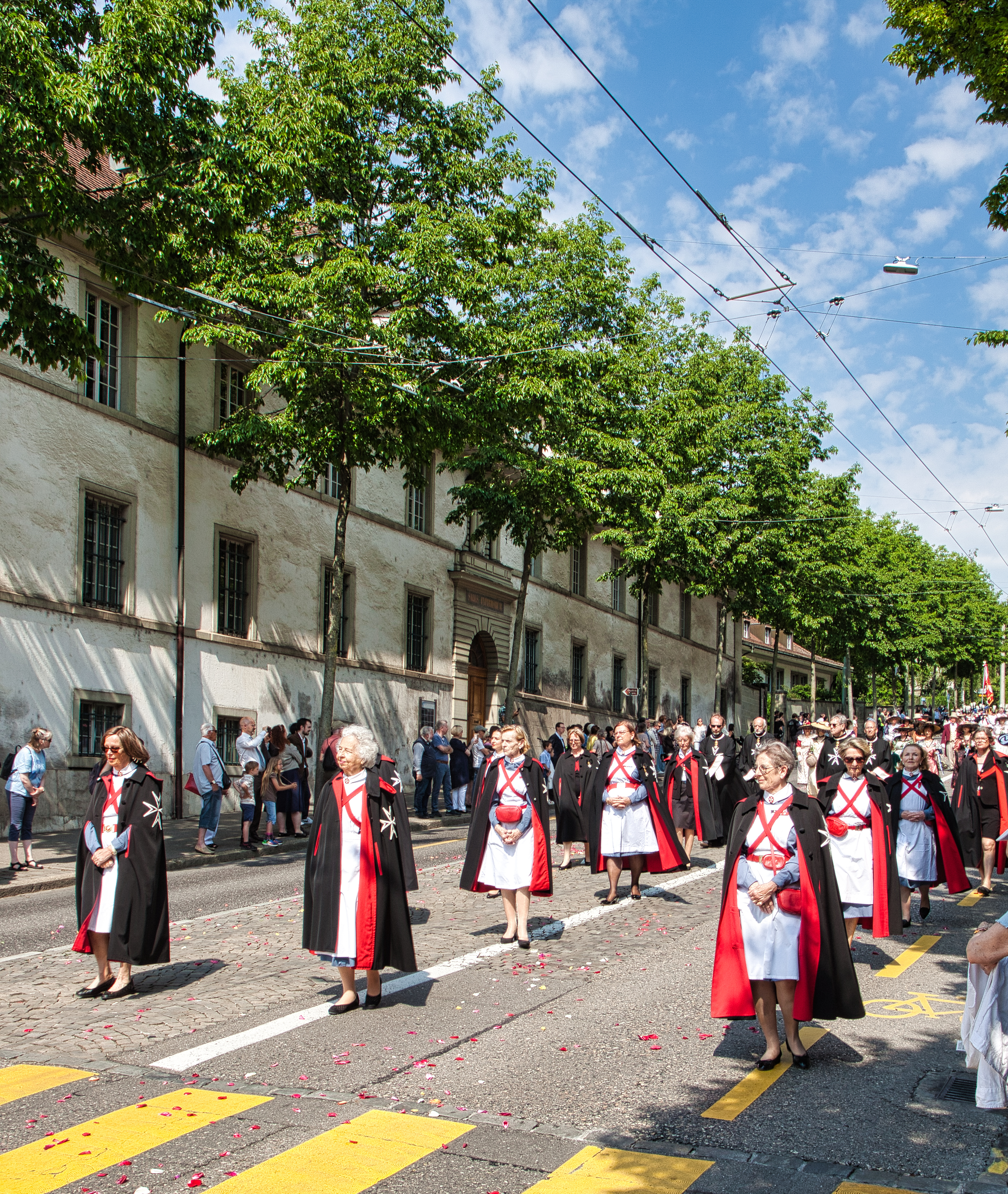
Verschiedene Korporationen und Gruppierungen, z. B. der Malteser Hospitaldienst Schweiz, nehmen an der Prozession teil.

Die Prozessionsordnung unterliegt in der Regel örtlichen Traditionen und Absprachen. Die Prozession wird angeführt von einem Prozessionskreuz, flankiert meist von zwei Fahnen oder Leuchtern. Diese und das Kreuz werden von Ministranten getragen. Es folgen die Kinder, die Vereine als geschlossene Gruppen in ortsüblicher Reihenfolge, oft mit Vereinsfahne in Tracht oder Uniform, und zwar sowohl kirchliche oder kirchennahe Gruppen wie die Kolpingsfamilie, die Schützenbruderschaft und Jugendgruppen als auch andere Vereine wie die Freiwillige Feuerwehr. Vielerorts gehen die Kommunionkinder des Jahres als Gruppe mit und tragen dabei noch einmal ihre Festkleidung. Gegebenenfalls folgen eine Gruppe von Musikern, möglicherweise auch der Kirchenchor. Vor dem Allerheiligsten reihen sich, wo vorhanden, örtliche Ordensgemeinschaften und Kleriker ein. Es folgen die Ministranten, als letzte die Thuriferare mit dem Weihrauchfass unmittelbar vor dem Allerheiligsten. Der Tragehimmel wird nach örtlicher Gewohnheit von Schützen oder Feuerwehrleuten in Uniform, Mitgliedern von Kirchenvorstand, Pfarrgemeinderat oder Vereinen oder anderen Gemeindemitgliedern getragen. Tragen Nichtuniformierte den Baldachin, sind die Träger meist festlich gekleidet. Mancherorts ist es Brauch, dass die Schützen die Gruppe mit dem Allerheiligsten flankierend begleiten. Hinter dem Himmel gehen, wo es üblich ist, eventuell öffentliche Würdenträger wie Bürgermeister und Gemeinderäte, gegebenenfalls Vertreter der Universität und Studentenverbindungen. An mehren Stellen des Zuges können kirchliche Fahnen und Figuren mitgeführt werden. In Bamberg nehmen bis heute in der Tradition der mittelalterlichen Zünfte die Gärtner mit einer Skulptur ihrer Schutzpatronin, der heiligen Maria Magdalena, an der Prozession teil. Frauen und Männer gingen in der Regel in separaten Gruppen, doch ist diese Ordnung vielerorts zugunsten einer familienweisen Gruppierung aufgelöst.
In einigen Orten ist es üblich geworden, auch das Evangeliar als Zeichen der Gegenwart Gottes in seinem Wort mitzutragen, in einzelnen Fällen sogar unter dem Himmel mit dem Allerheiligsten. Das Evangeliar kann von einem Ministranten, einem Diakon oder bei ökumenischer Beteiligung auch vom evangelischen Pfarrer getragen werden. Im Zeichen der Ökumene kann auch eine der Segensstationen dem Gebet um die Einheit gewidmet werden.
In einer größeren Zahl von Gemeinden schließt sich an die Prozession ein gemeinsamer Mittagstisch, ein Umtrunk oder eine Art Gemeindefest an.
Die Änderungen im Anschluss an das Zweite Vatikanische Konzil waren in den Pfarreien nicht unumstritten, etwa die höhere Bedeutung der heiligen Messe gegenüber der Prozession oder das Verbot, die heilige Messe zum Abschluss der eucharistischen Prozession zu feiern und nicht zu Beginn. Änderungen ergaben sich auch durch die Zusammenlegung von Pfarreien: Manche Seelsorgeeinheiten ermöglichen Teilgemeinden eine eigene Prozession, anderswo wird eine gemeinsame Fronleichnamsfeier gehalten.
Faktoren für Veränderungen beim Ablauf der Prozession sind ferner ein Rückgang des katholischen Bevölkerungsanteils mit hoher Kirchenbindung, die Auflösung volkskirchlicher Strukturen, in denen Kirche und Gesellschaft mehr oder weniger deckungsgleich waren, sowie Individualisierung, Flexibilisierung, Säkularisierung in einer pluralistischen Gesellschaft und geändertes Freizeitverhalten, indem der Feiertag mit folgendem Brückentag für einen verlängerten Wochenendurlaub genutzt wird. Hinzu kommen Probleme durch den Ausbau von Straßen und höheres Verkehrsaufkommen, die die Sperrung für eine Prozession nicht mehr erlauben. Daher wird häufig der Weg verkürzt, die Anzahl der Segensaltäre entsprechend reduziert oder sogar auf eine Prozession nun aus diesem Grund und nicht wegen geänderter theologischer Sichtweisen gänzlich verzichtet. Gelegentlich möchte man die Fronleichnamsfeier familienfreundlicher gestalten und führt deswegen Änderungen ein.
An manchen Orten finden sich keine Träger für den Himmel mehr, oder es wird wegen „zu triumphaler Gestik“ auf den Himmel über dem Allerheiligsten verzichtet. Vor allem viele Pfarreien süddeutscher und österreichischer Diözesen halten an der überlieferten Form (Zitat: „alte Pracht einschließlich der herrschaftlichen Insignien …“, Guido Fuchs) fest.
Das Fronleichnamsbrauchtum kann als eine Mischung aus Religion, Tradition und Touristen-Attraktion gesehen werden, die an manchen Orten Tausende von Schaulustigen anlockt. Die theologische Schwerpunktverlagerung von der Prozession zur heiligen Messe wird nicht mitvollzogen. Auch in den Medien wird bei Berichten zum Fronleichnamsfest nur die Prozession gezeigt. Liturgiewissenschaftler wie Andreas Heinz und Guido Fuchs weisen darauf hin, dass die Festlichkeiten ins Folkloristische abzugleiten drohen, wenn die traditionelle Gestaltung lediglich konserviert werde, aber innerlich einer fortschreitenden Aushöhlung unterliege. Es wird die Frage gestellt, ob das Hinaustragen der Eucharistie in eine Öffentlichkeit, die religiös zunehmend gleichgültig eingestellt ist, dem eigentlich intimen Wesen des Sakraments angemessen ist, so Guido Fuchs.

### Schmücken des Prozessionsweges
Die Tradition des Schmückens des Prozessionsweges bringt eine „Freude an der Liturgie“ zum Ausdruck, das Empfinden einer „festlichen Prozession“ als ein „freudiger Anlass“. Die Ausschmückung des Prozessionsweges hatte die katholische Kirche 1679 im Rituale Romanum sogar vorgeschrieben: „Alle Straßen und Plätze, durch die das verehrungswürdige Sakrament getragen wird, sollen geziert und geschmückt sein mit Bäumen, Zweigen, Gras, Teppichen und sonstigen Schmuckformen.“ Das Streuen und Auslegen von Blumen hat biblische Vorbilder und erinnert insbesondere an den Einzug Jesu in Jerusalem, als die Menschen Kleider und Zweige vor ihm ausbreiteten. Ein Blumenteppich schafft einen „heiligen Weg“ und lässt den Fuß dessen, der die Monstranz trägt, nicht mehr mit dem Boden in Berührung kommen, das Heilige wird vom Profanen abgegrenzt; der Weg führt durch die Alltagswelt, aber berührt sie nicht unbedingt. Auch gehört der Blumenschmuck und das Setzen von Birkenbäumchen oder Buchenästen längs des Prozessionsweges zum besonderen frühsommerlichen Erleben des Fronleichnamfestes. Dieser früher sehr aufwendige Schmuck ist durch Fotoarchive gut dokumentiert. Das geschah durch die Anwohner oder durch Gruppen in der Gemeinde, die es übernommen hatten, einzelne Straßen oder einen der Segensaltäre gemeinsam zu schmücken.
Vielerorts werden zusätzlich zu den Prozessionsfähnchen am Wegesrand traditionell auch Bilder, Ornamente und Schriften aus vielen einzelnen Blütenteilen als Blumenteppich vor Stationsaltäre und auf den Prozessionsweg gelegt. Bekannt für ihre Blumenteppiche zu Fronleichnam sind in Deutschland besonders die Stadt Hüfingen (bei Donaueschingen) und die Gemeinde Sipplingen am Bodensee. Vor die Häuser oder in die Fenster stellten Anwohner „Altärchen“ mit Heiligenbildern oder anderen familieneigenen religiösen Symbolen, Blumen und Kerzen. Weitere verbreitete Arten der Ausschmückung des Prozessionsweges waren Ehrenbögen, Blumensträuße, Schilfblätter oder gemähtes Gras als durchgehender „Teppich“. Es war üblich, die Häuser zu beflaggen; selbst an Kirchtürmen brachte man aus Öffnungen im Turmhelm weithin sichtbare Flaggen an.
Durch Änderungen der Prozessionswege wird das früher großzügige Schmücken der Straßen erschwert und unterbleibt immer mehr. Heutzutage begrenzt es sich, sofern es noch üblich ist, häufig auf das Aufstellen von Prozessionsfähnchen am Straßenrand, und das nur an manchen Abschnitten des Prozessionsweges, sowie das Hissen von Fahnen vor der Kirche sowie an einigen Häusern am Weg. Aufwendigere Arten des Schmückens werden nur noch dort gepflegt, wo das Fronleichnamsfest nach wie vor als hoher kirchlicher Feiertag empfunden wird oder sich ein entsprechendes weltliches Brauchtum (Volksfest o. ä.) anschließt.

Beispiele für verschiedenen Schmuck des Prozessionsweges
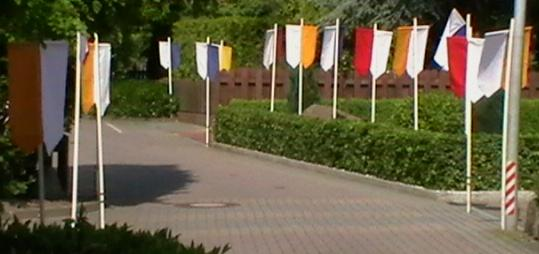
Prozessionsfähnchen am Straßenrand
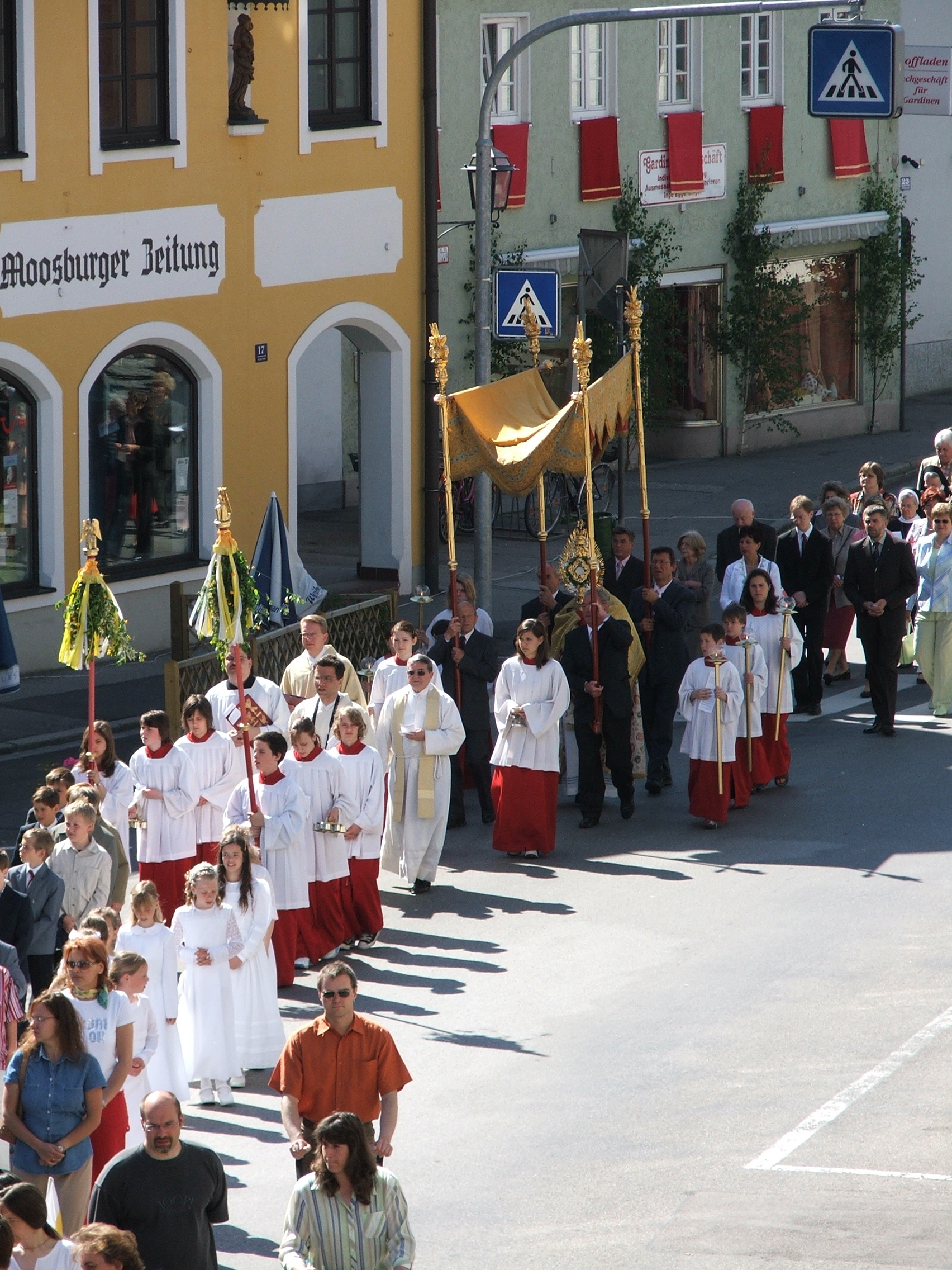
Rote Fenstertücher als Schmuck der Häuser (Moosburg an der Isar, 2005)
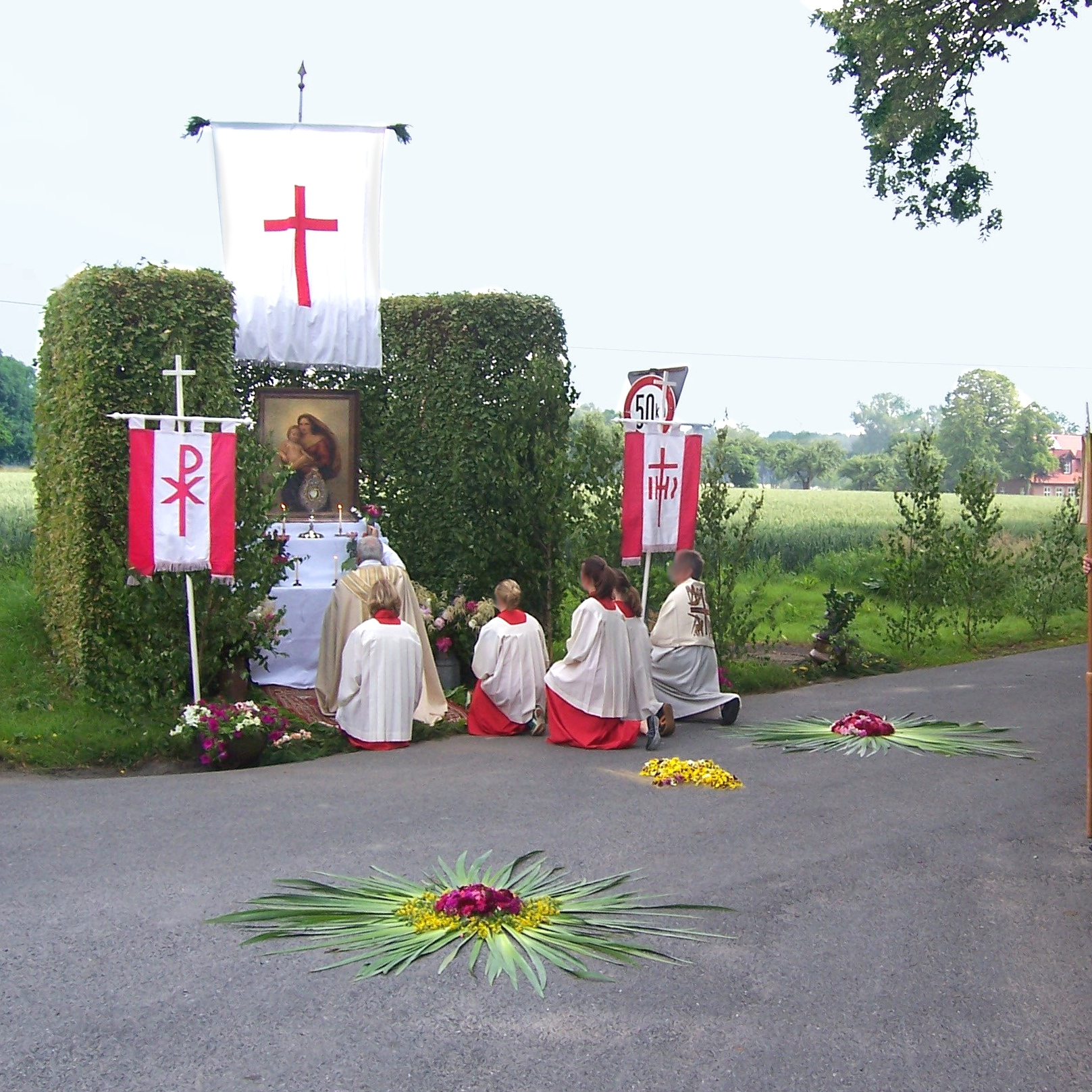
Sterne aus Blättern der Schwertlilie mit Pfingstrosen
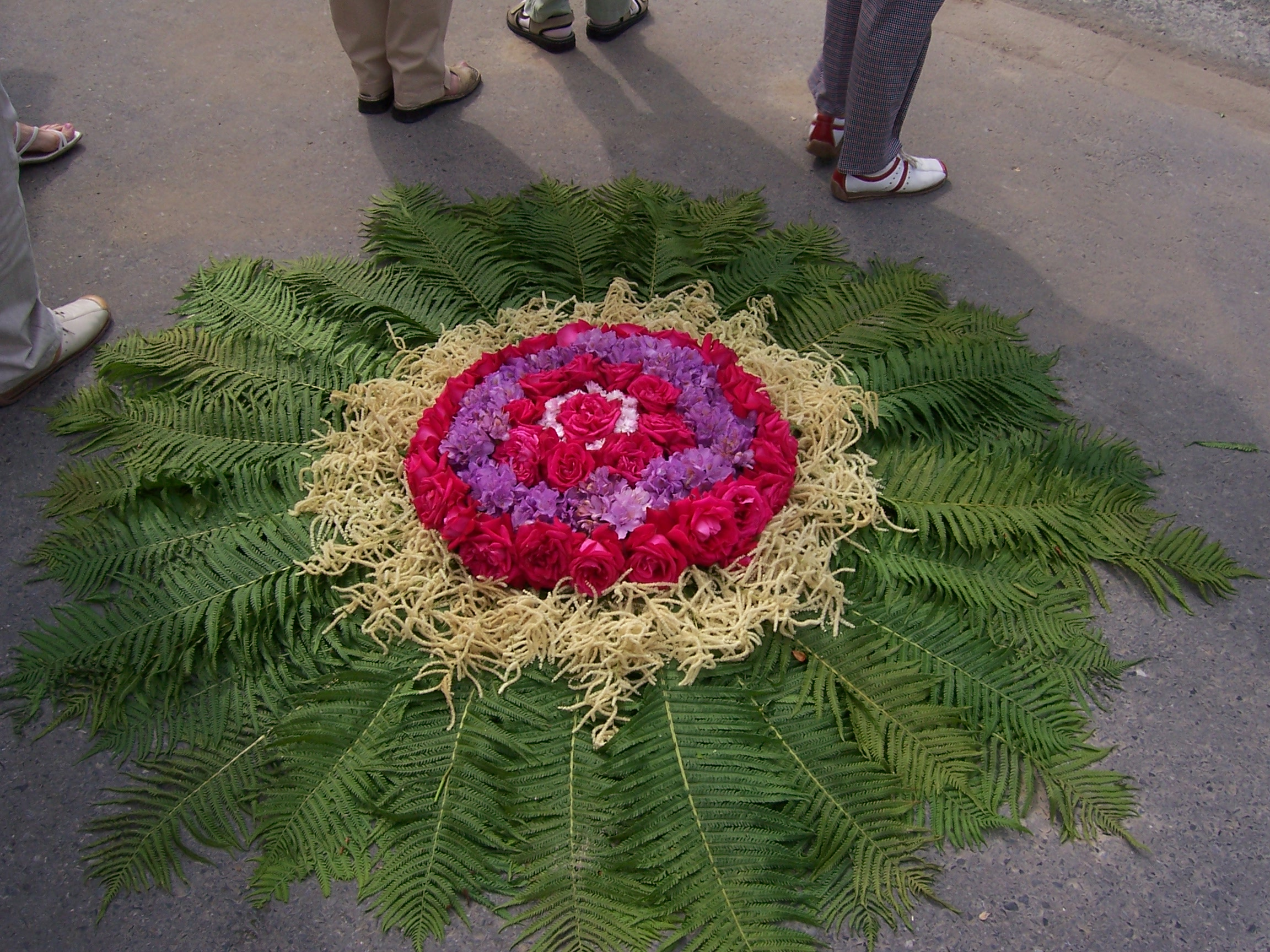
Farn wird als Basis für bildliche Blumenteppiche, hier sternförmig ausgelegt
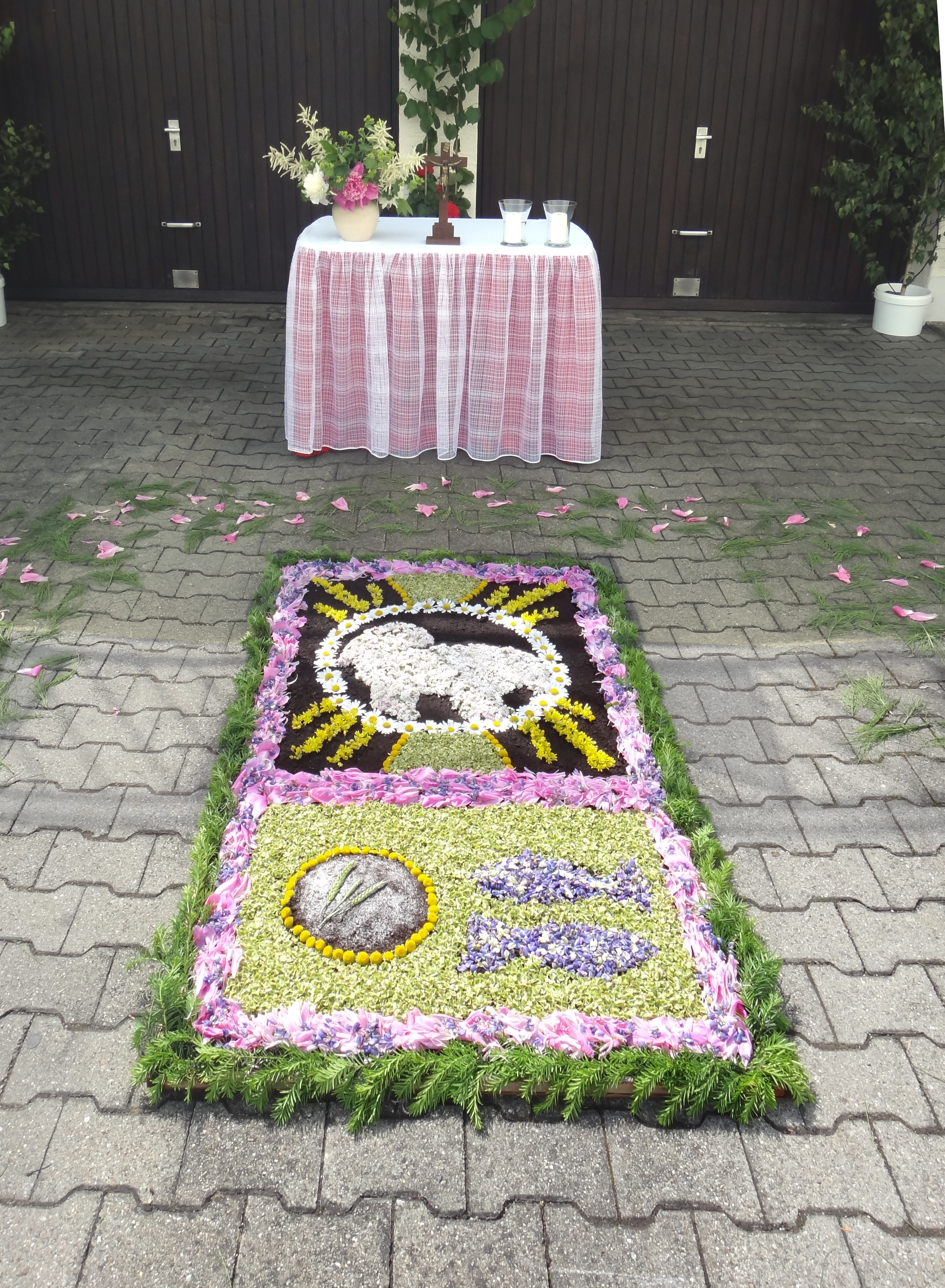
Blumenteppich in Illerrieden
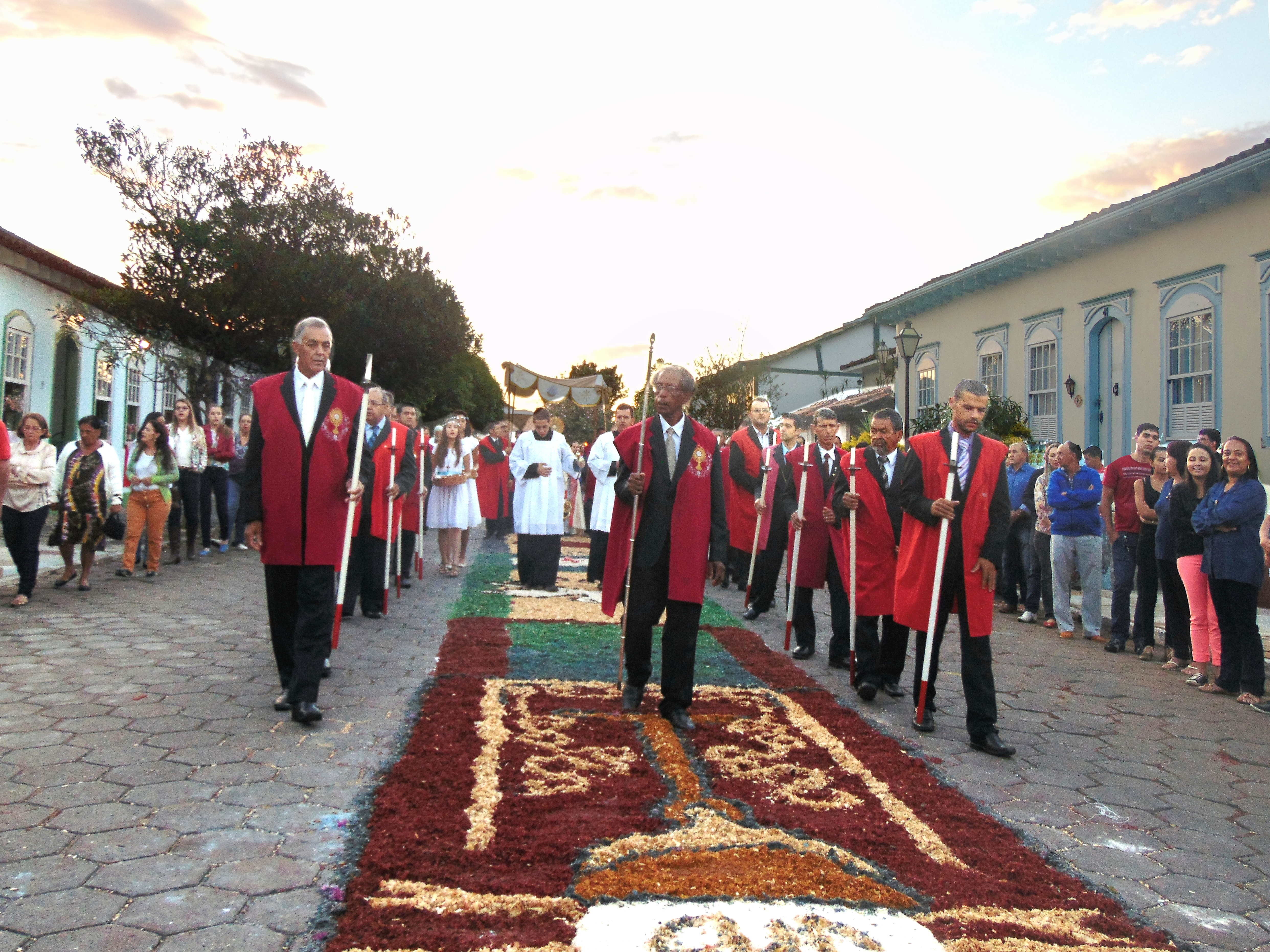
Geschmückter Prozessionsweg in Pirenópolis, Brasilien
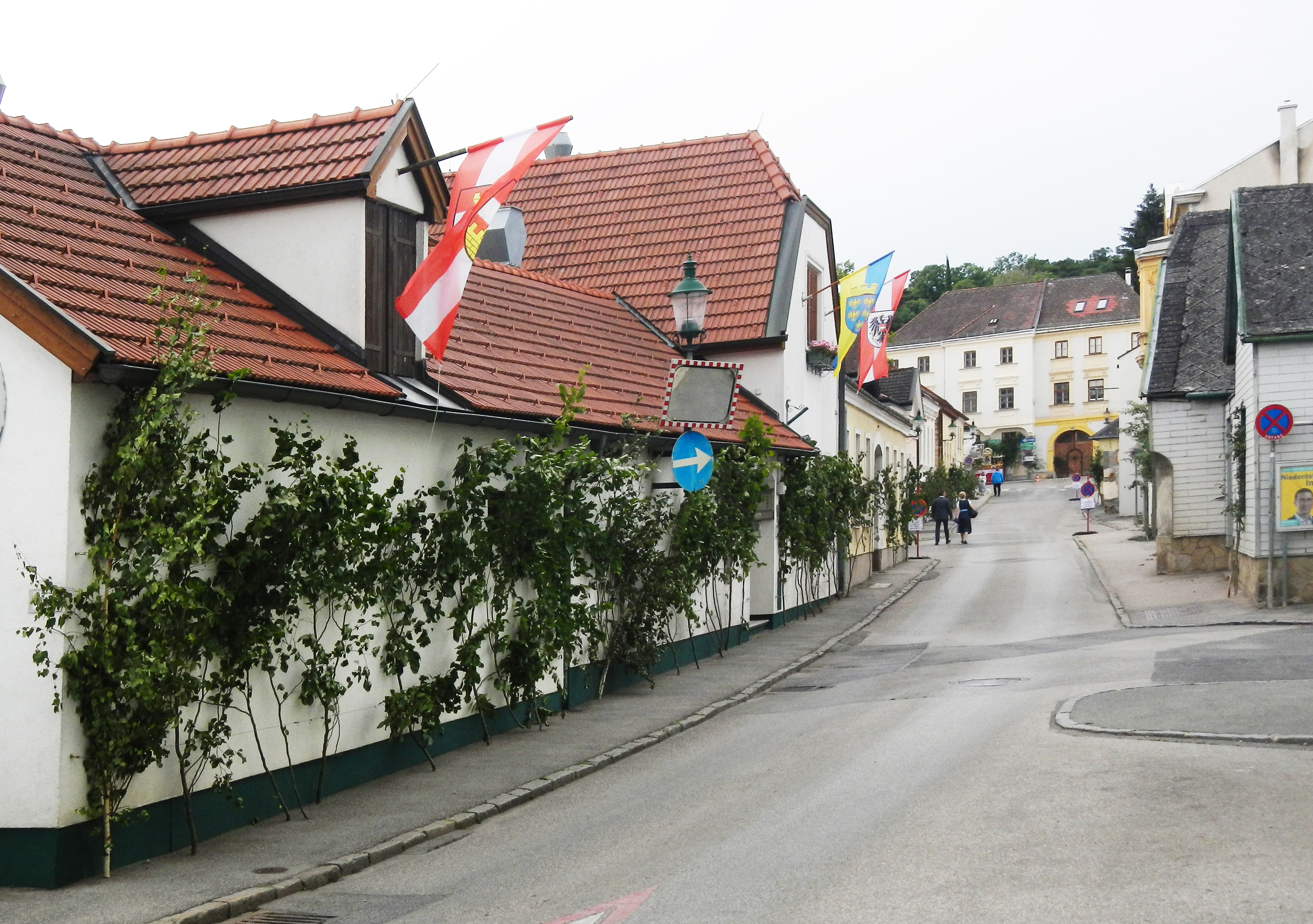
Fahnen und Sträucher seitlich des Prozessionsweges in Perchtoldsdorf, Niederösterreich

### Segensaltäre

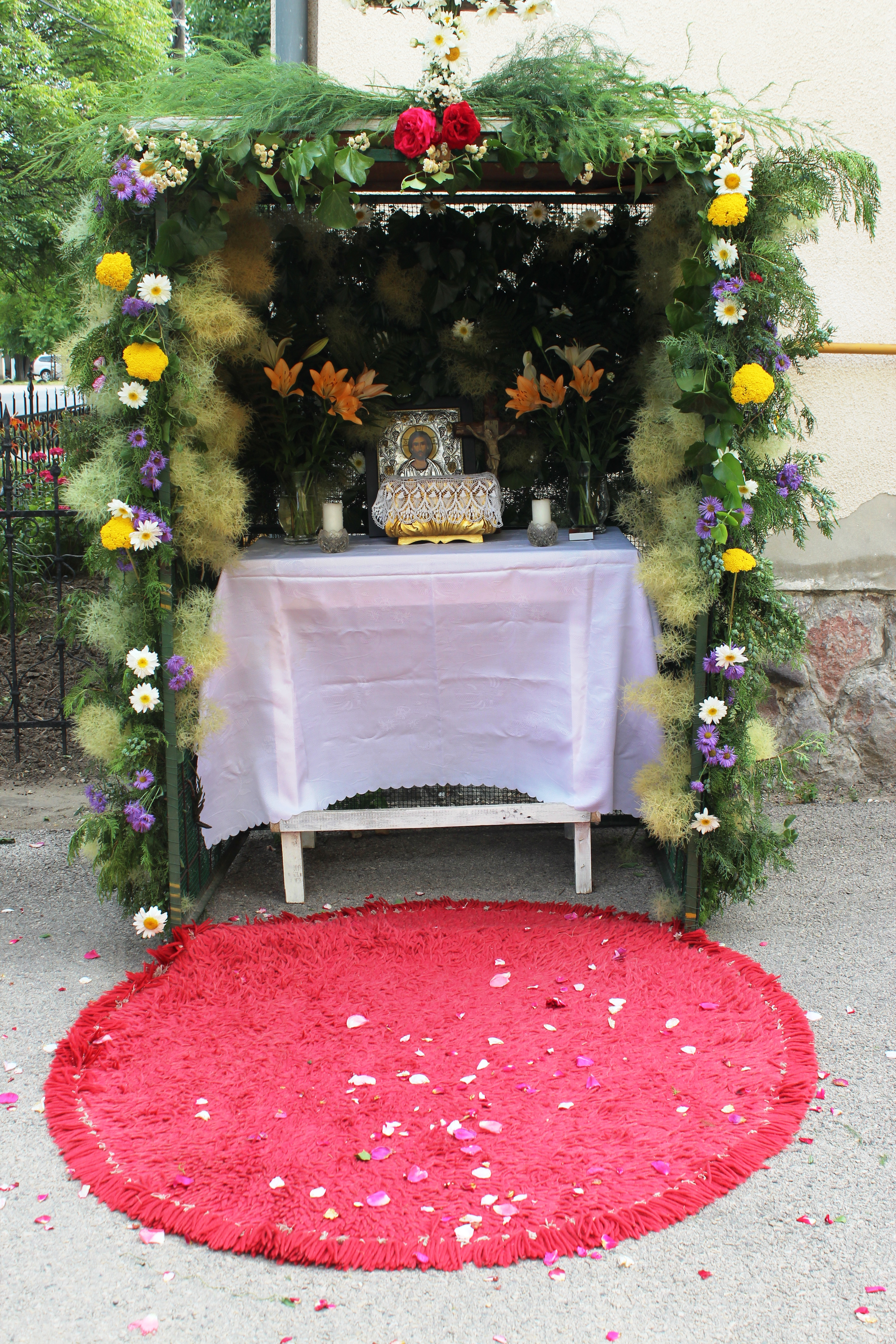
„Blumenzelt“ werden solche in Ungarn üblichen Altäre dort genannt.

Die Orte für die Segensstationen – die sogenannten „Altäre“ – sind von den örtlichen Gegebenheiten abhängig. Man nutzte unter anderem Kapellen, die teilweise nur zu diesem Zweck errichtet worden waren, ferner Flur-, Wege- oder Hofkreuze und Bildstöcke. Mancherorts werden mobile, aber aus dauerhaften Materialien hergestellte und repräsentative Altäre aufgestellt oder aus einem Tisch und anderen Gegenständen aus dem Privatbesitz der Altaraufbauer eine Abstellmöglichkeit für die Monstranz geschaffen, die mit Stoffen, Tüchern und Tischdecken repräsentativ gestaltet wird. Gelegentlich sind textile Elemente mit eucharistischen oder ähnlichen Symbolen versehen. Auf dem Altar stehen Blumen und Kerzen. Den Hintergrund und die weitere Ausgestaltung bilden Birken und Fahnen. Vor den Altären lagen früher meistens Blumenteppiche. Es war weit verbreitet, direkt vor dem Altar, dort wo der Priester das Evangelium liest und den Segen spendet, einen echten geknüpften Teppich auszulegen.
Die Lieder, Texte und Bibelperikopen sowie die fürbittenden Gebete an den einzelnen Altären können unter verschiedene Themen gestellt werden, etwa Für die Kirche und alle, die an Christus glauben (1. Altar), Für unser Volk und die Völker der Erde (2. Altar), Für die Früchte der Erde und die menschliche Arbeit (3. Altar), Für unseren Ort und seine Bewohner (4. Altar). Der Ablauf an jeder Station könnte so aussehen:
- Hinführung zur Thematik bzw. einführendes Wort
- Ruf vor dem Evangelium: Halleluja mit entsprechendem biblischem Leitvers
- Schriftlesung
- Fürbitten
- Sakramentslied
- Segen.[86]

Beispiele für verschiedene Altartypen
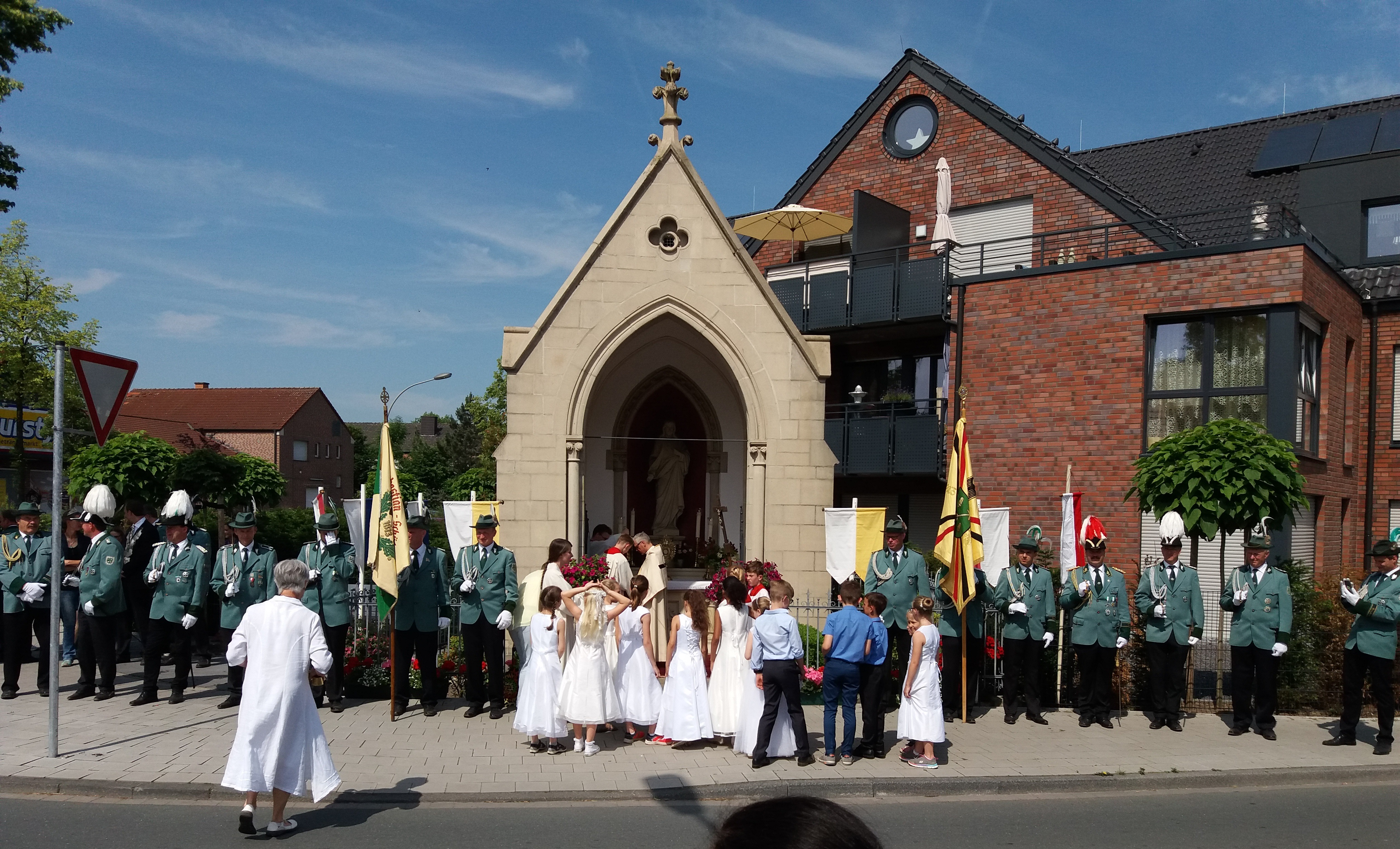
Altar an einer Kapelle
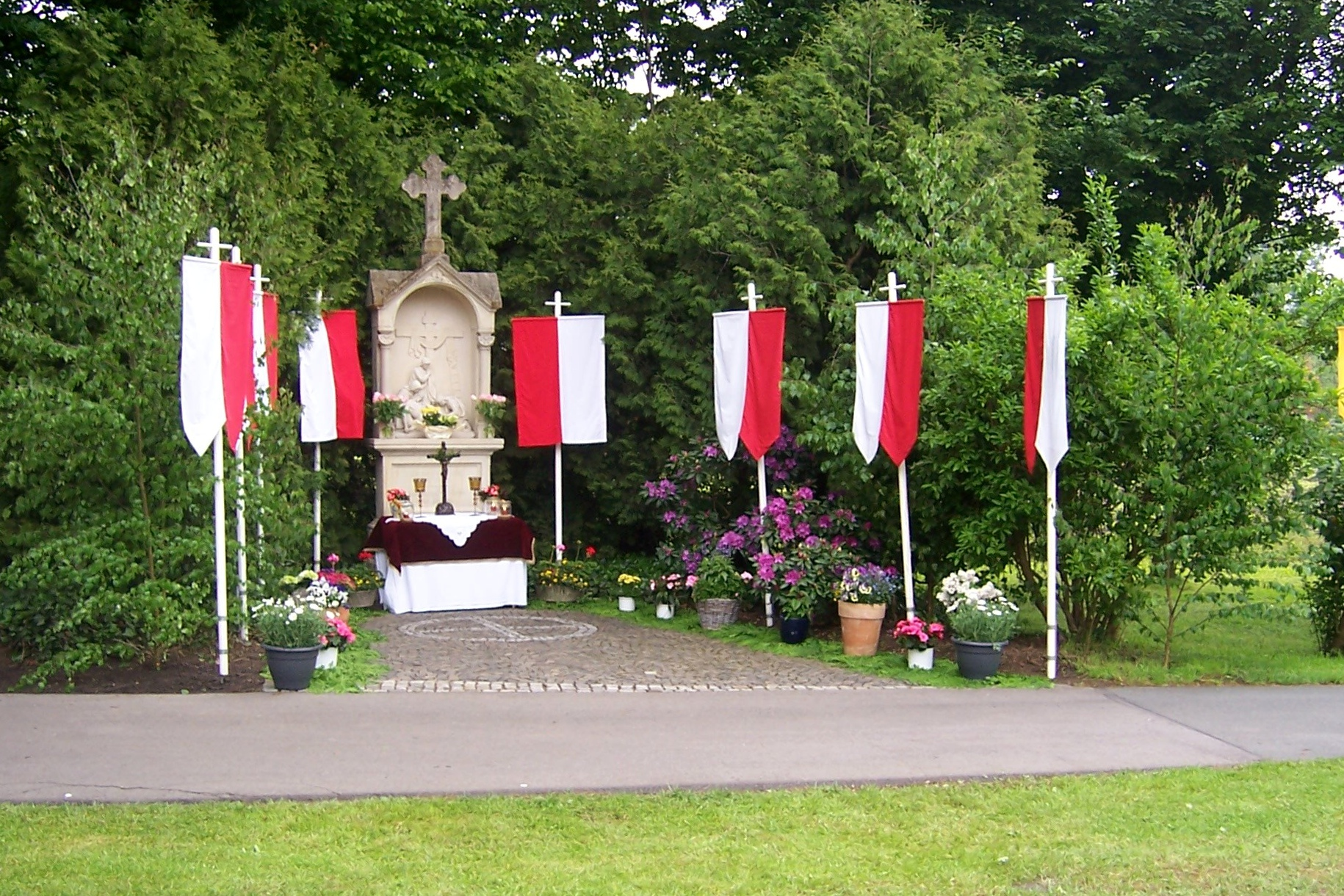
Bildstock als Segensaltar
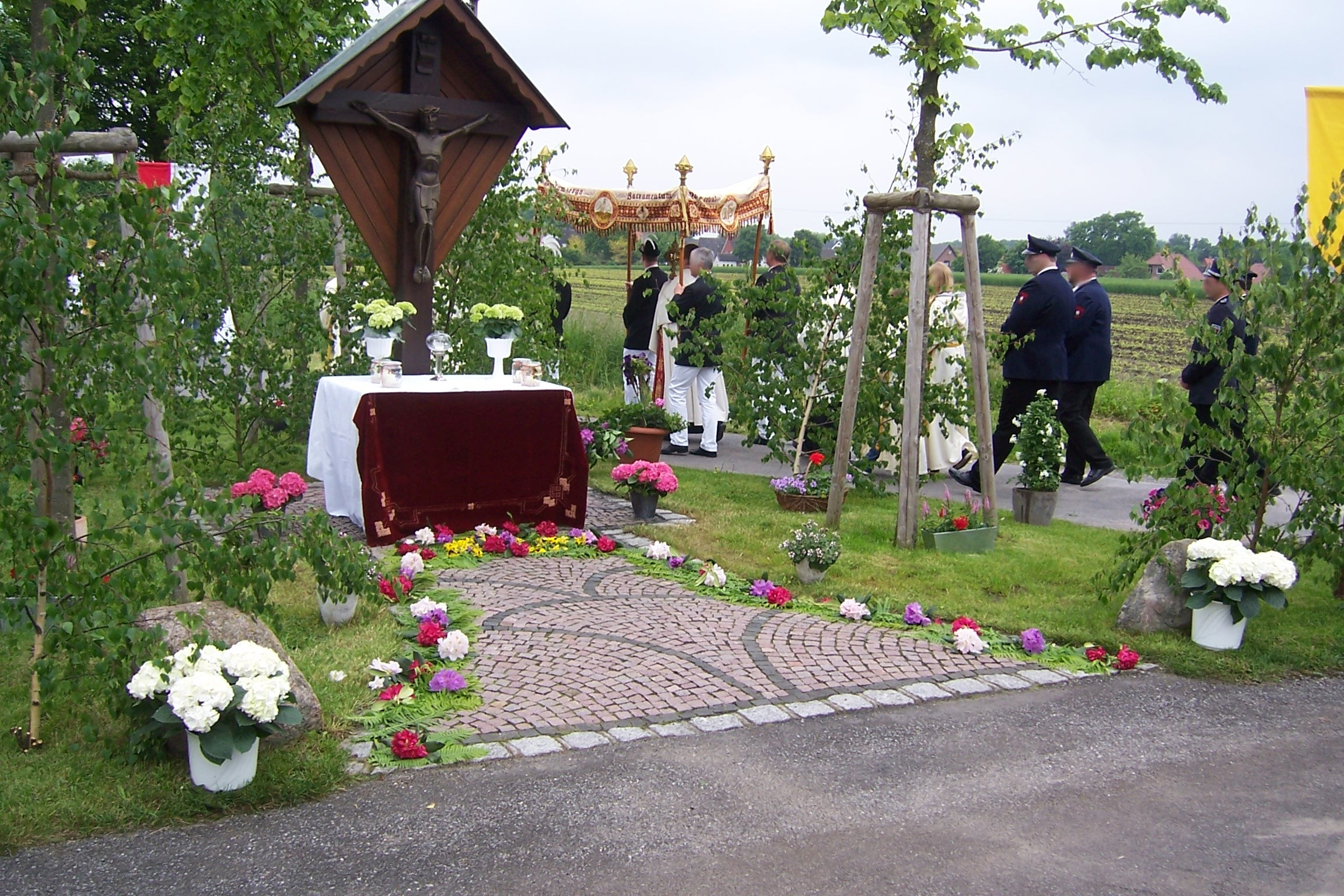
Altar am Wegekreuz
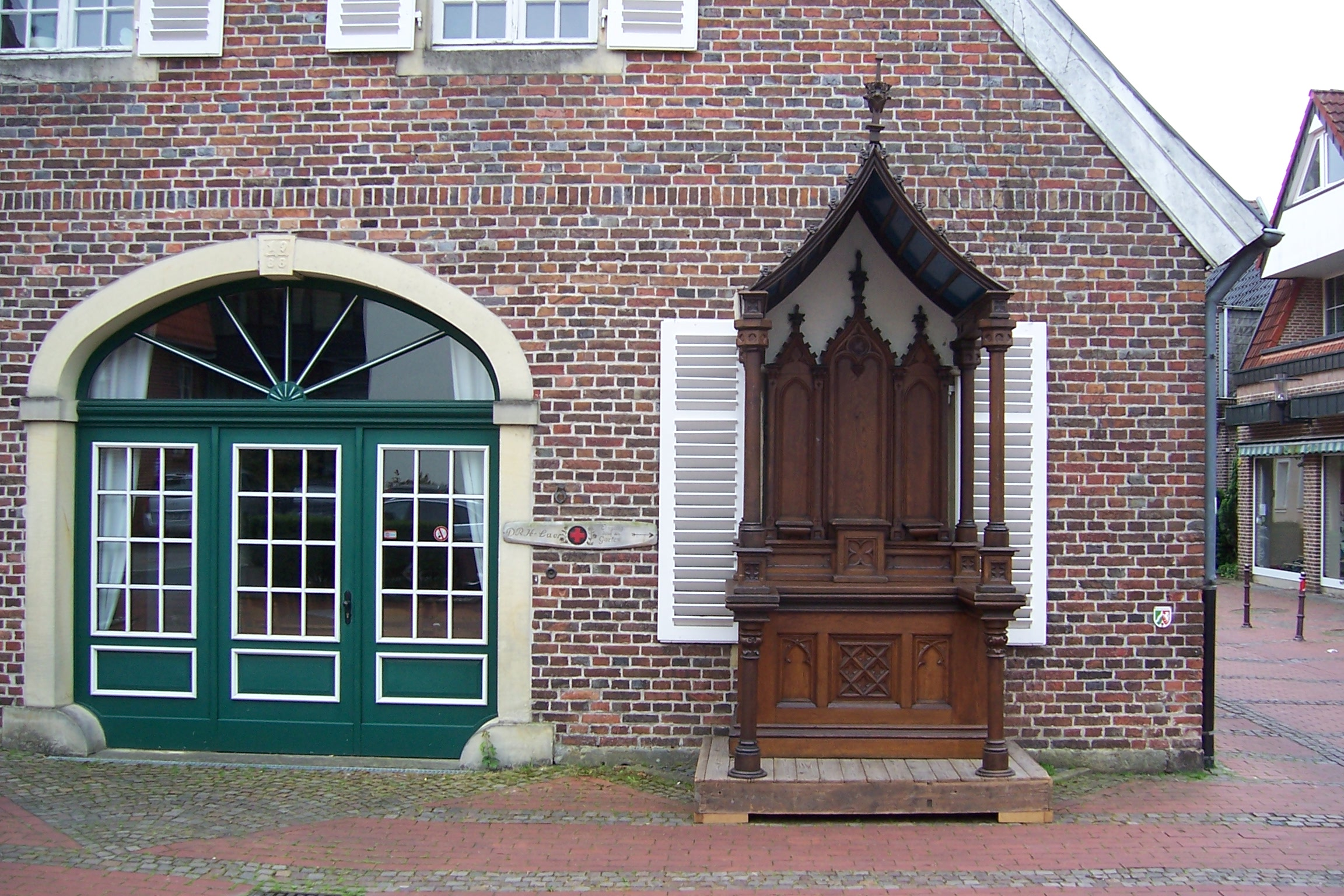
Mobiler Altar, hier noch ungeschmückt
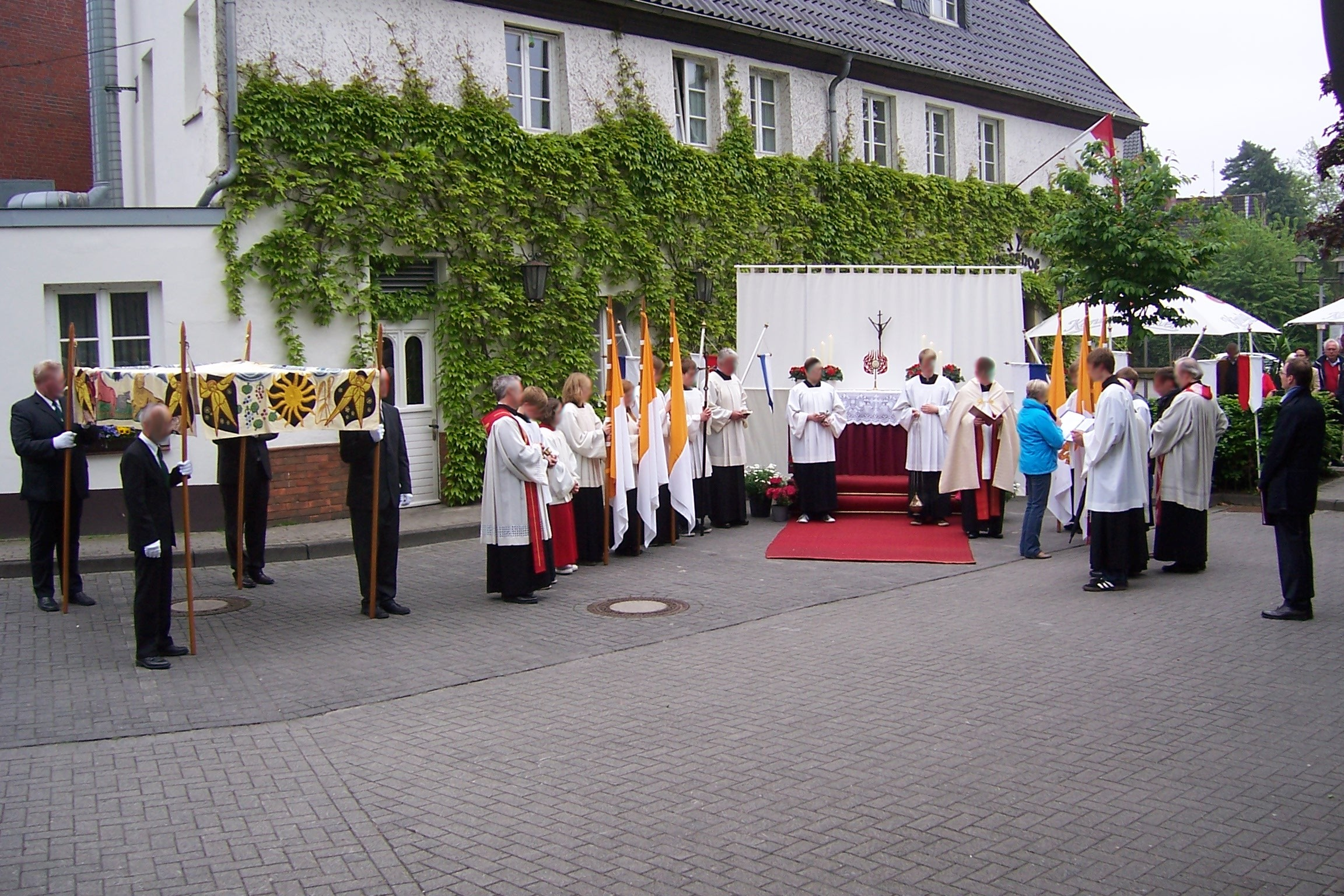
Altarschmuck mit Textilien
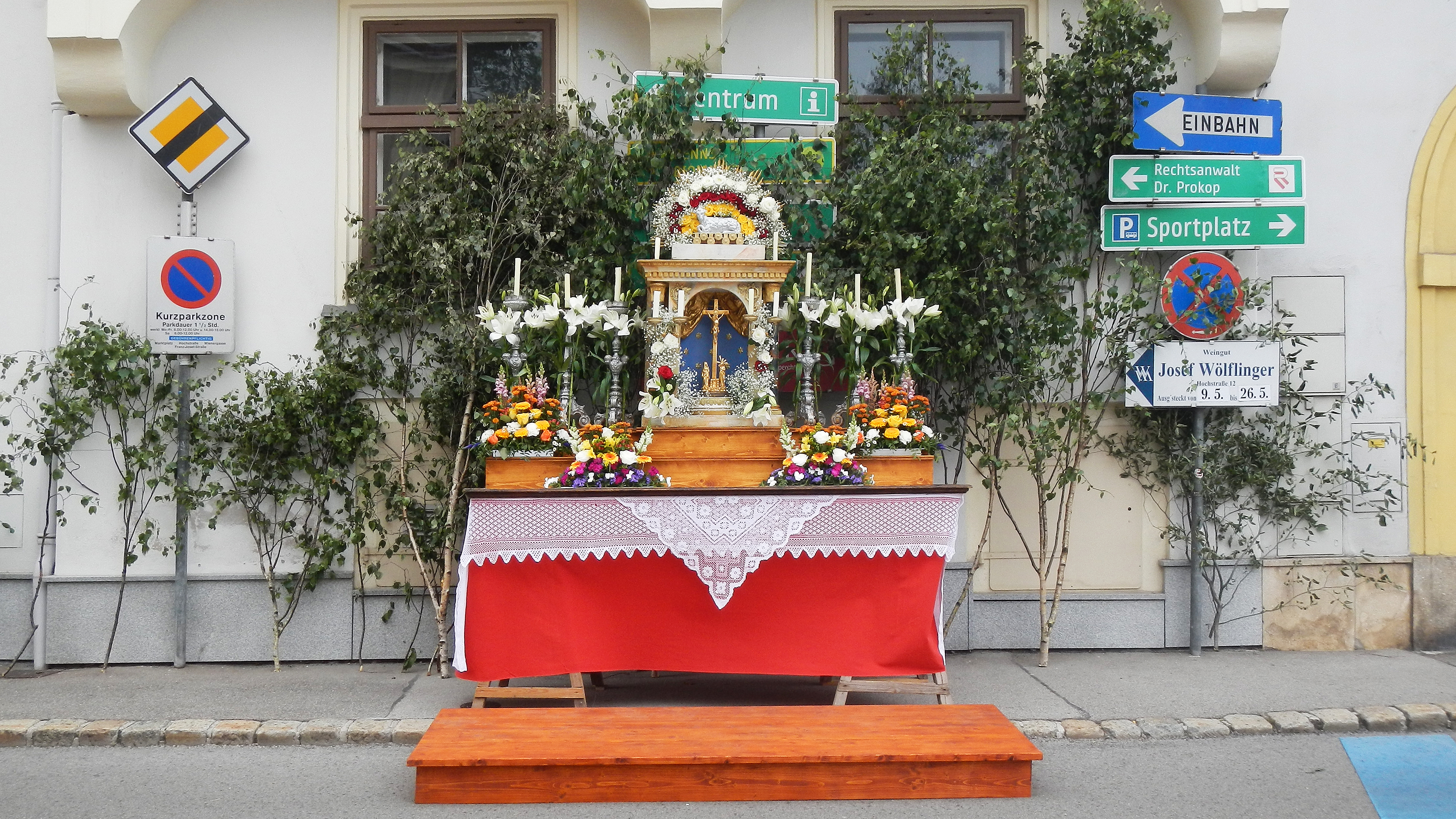
Altartisch an der Hauswand an einer Straßenkreuzung in Perchtoldsdorf

### Gesänge und Gebete
Während der Fronleichnamsprozession werden Lieder gesungen und Gebete gesprochen. Vielerorts unterstützen örtliche Blaskapellen den Gesang, in manchen Fällen auch ein evangelischer Posaunenchor; regional ist es üblich, dass anstelle des Gemeindegesangs Prozessionsmärsche gespielt werden. An den Segensstationen singen häufig Kirchenchöre mehrstimmige Lieder.

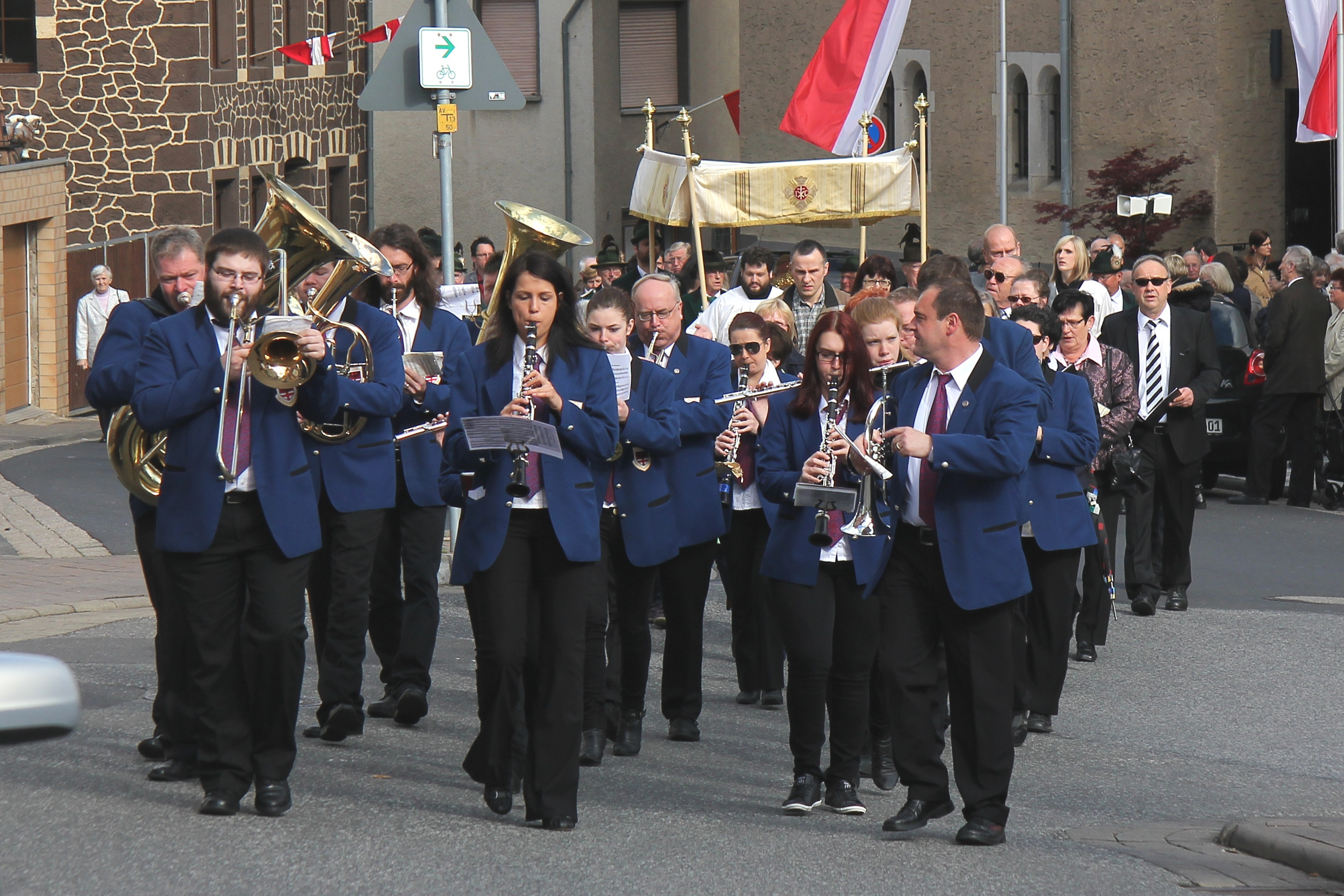
Blaskapelle begleitet die Prozession

Traditionell werden zur Prozession Litaneien und vor allem der Rosenkranz gebetet, und zwar im Wechsel von Vorbeter und Gemeinde. Mit den Änderungen im Verlauf der Prozession in den letzten Jahrzehnten des 20. Jahrhunderts wurden die Gebete häufig an aktuellen, zeitgenössischen Themen wie Frieden, Gerechtigkeit oder Umweltschutz („Bewahrung der Schöpfung“) ausgerichtet.
Zum Liedprogramm der Prozession gehören vor allem „Sakramentslieder“, die inhaltlich am „Lob und Preis des Altarssakraments“ und dem katholischen Eucharistieverständnis orientiert sind. Die ältesten Liedtexte gehen auf Thomas von Aquin zurück, die er am Ende des 13. Jahrhunderts für die Liturgie des neuen Fronleichnamsfestes dichtete, vor allem das oft gesungene Lied „Deinem Heiland, deinem Lehrer“ (nach der Sequenz Lauda Sion Salvatorem), heute in der Regel in der Übertragung von Franz Xaver Riedel (1773) gesungen, ferner „Gottheit, tief verborgen“ (GL 497, nach dem Hymnus Adoro te devote) in der Übertragung von Petronia Steiner (1951) und „Preise, Zunge, das Geheimnis“ (GL 493, nach Pange lingua), meist in der Übertragung von Heinrich Bone (1847). Die beiden letzten Strophen von Pange lingua, das Tantum ergo, werden vor dem eucharistischen Segen an der abschließenden Station der Prozession gesungen.
Als nach der Reformation die Prozession kämpferischen Bekenntnischarakter gegenüber dem Protestantismus bekam, entstanden Lieder, die das katholische Eucharistieverständnis besonders herausstellten, insbesondere die Realpräsenz, den Glauben an die wirkliche und leibliche Gegenwart Jesu Christi in den eucharistischen Gestalten, der von den Reformatoren abgelehnt wird. Aus dieser Zeit der Gegenreformation und des Barock stammen die früher viel gesungenen Lieder O Christ, hie merk (1621, Friedrich von Spee) und Das Heil der Welt (1637, ebenfalls Friedrich von Spee). Weitere charakteristische Sakramentslieder sind Kommt her ihr Kreaturen all (1687, Johann Georg Seidenbusch), bei dem in den einzelnen Strophen jeder Teil der Schöpfung zum „Loben des heil’gen Sakramentes“ aufgefordert wird, Ihr Engel allzumal, preist Jesus tausendmal (1715), Kommt her ihr Cherubinen (1741, Heinrich Lindenborn), Jesus, du bist hier zugegen (1787, Ernst Xaver Turin, GL 492), Kommt und lobet ohne End’ (1783), und aus dem 19. Jahrhundert Menschen, dient aus frohem Triebe. Auch das auf Martin Luther zurückgehende Gott sei gelobet und gebenedeiet (GL 215) wird zur Prozession gesungen. Da das äußerst populäre Deinem Heiland, deinem Lehrer in verschiedenen, leicht abweichenden textlichen Varianten und Melodien gesungen wird, wurde es nicht in den Stammteil des Gotteslob aufgenommen, sondern ist in den einzelnen Regionalteilen in der dort zutreffenden Version enthalten.
Entsprechend der theologischen Ausrichtung der Prozession am Motiv des „wandernden Gottesvolks“ wurde auch das Liedprogramm verändert. Man ersetzte traditionelle Sakramentslieder, die teilweise in veraltetem Sprachstil oder nicht mehr verstandener Metaphorik verfasst waren, durch Lieder wie Mir nach spricht Christus unser Held’ (GL 461, 1668, Johann Scheffler), Bewahre uns, Gott […], sei mit uns auf unsren Wegen (GL 453) oder die neuen Strophen des Liedes Ein Haus voll Glorie schauet (GL 478); die 5. Strophe lautet: „Sein wandernd Volk will leiten der Herr in dieser Zeit; er hält am Ziel der Zeiten dort ihm sein Haus bereit.“ Auch werden Gesänge genommen, die den Mahlcharakter der Eucharistie betonen, wie zum Beispiel das neue geistliche Lied Du bist das Brot, das den Hunger stillt, oder Lieder, die nicht mehr nur „Gott in den eucharistischen Gestalten“, sondern allgemein und unabhängig davon loben, etwa Lobe den Herren oder Dein Lob, Herr, ruft der Himmel aus (GL 381, Adolf Lohmann nach einem älteren). Bei modernem Liedgut stößt die Begleitung durch Blaskapellen auf musikalische Schwierigkeiten.
Zum Beten und Singen während der Prozession wurden örtlich Textsammlungen angelegt oder Lieder- und Gebetbücher von Bistümern und anderen herausgegeben.

### Besondere Fronleichnamsprozessionen

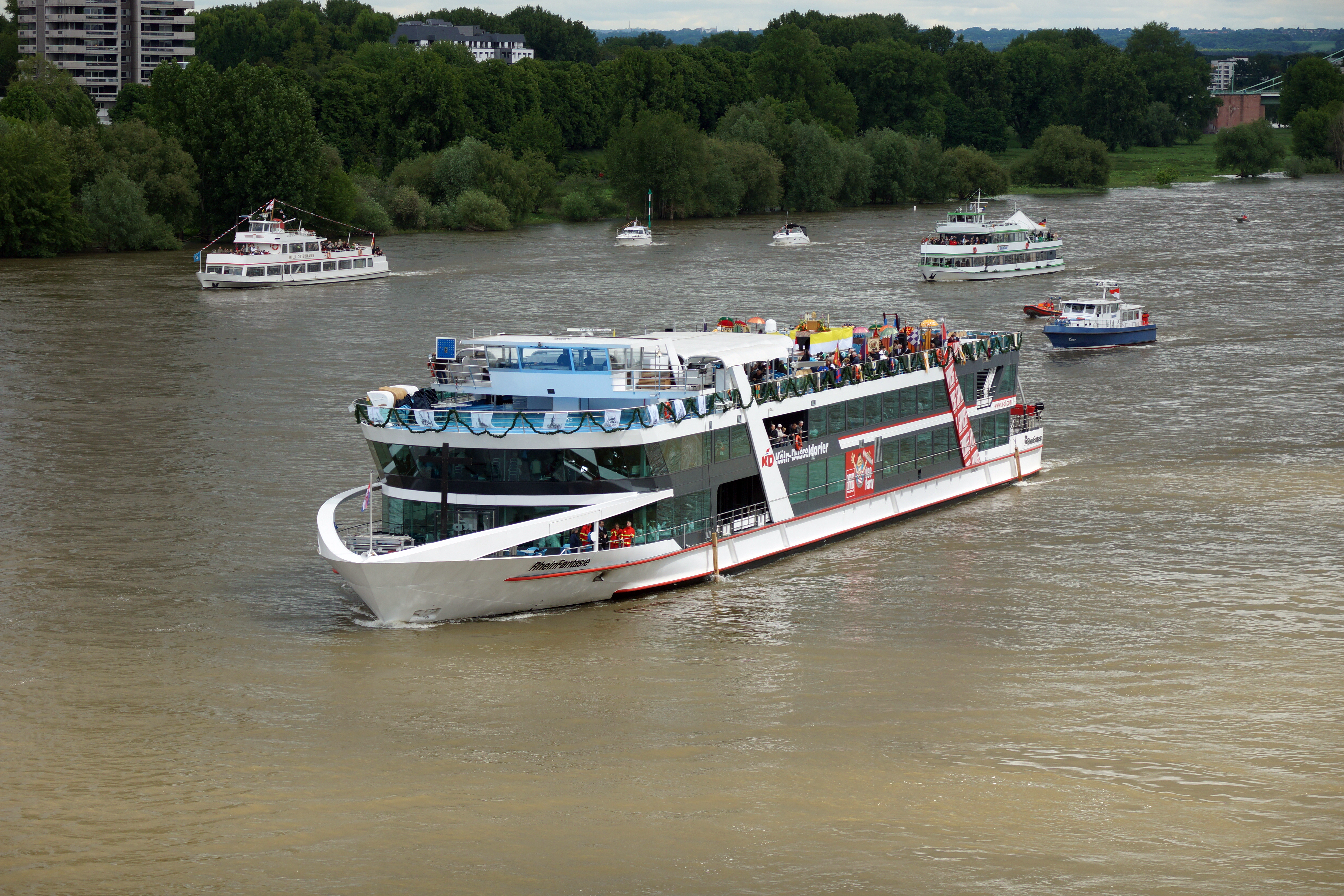
Mülheimer Gottestracht (2013)

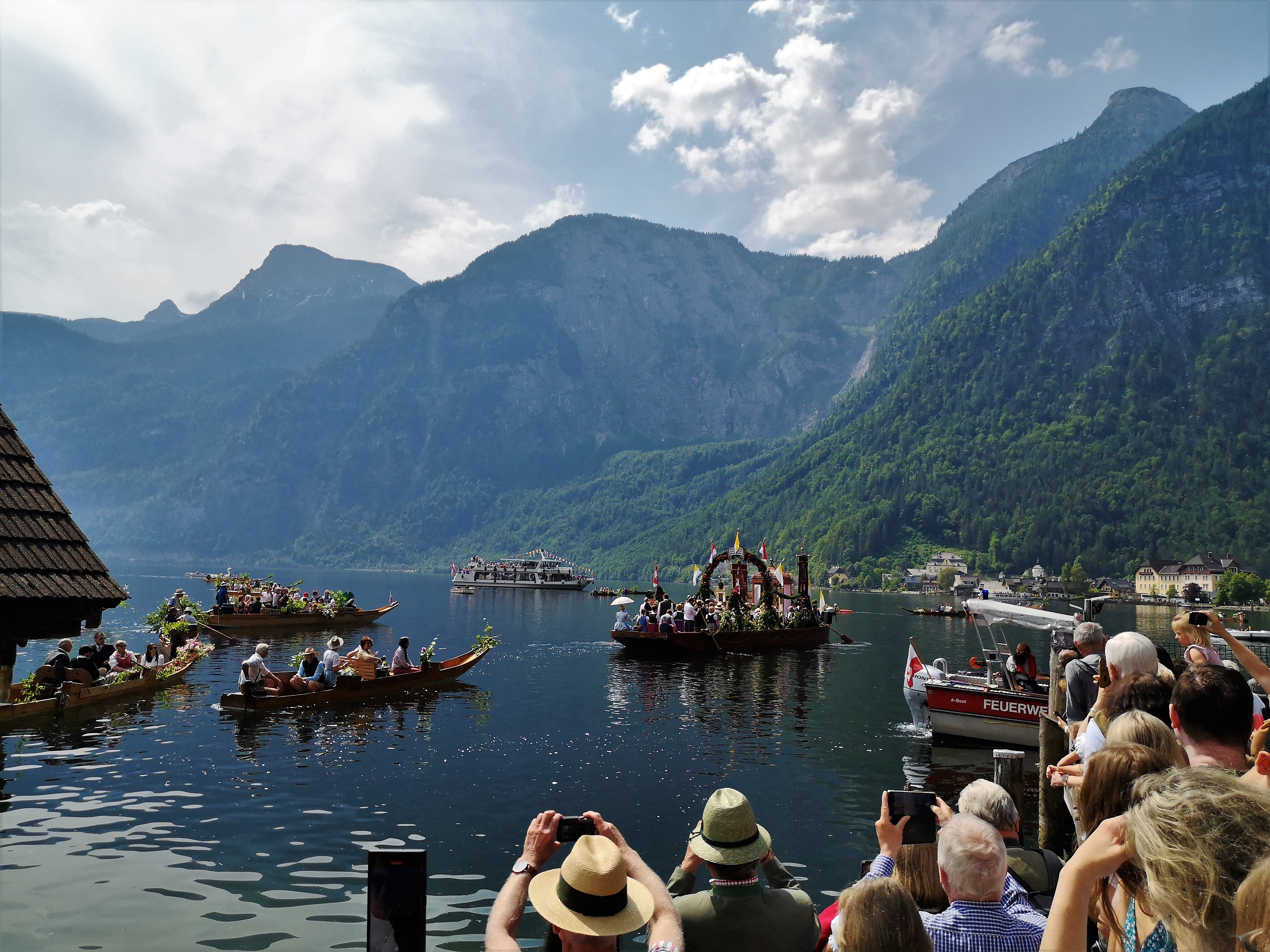
Schiffsprozession in Hallstatt (2023)

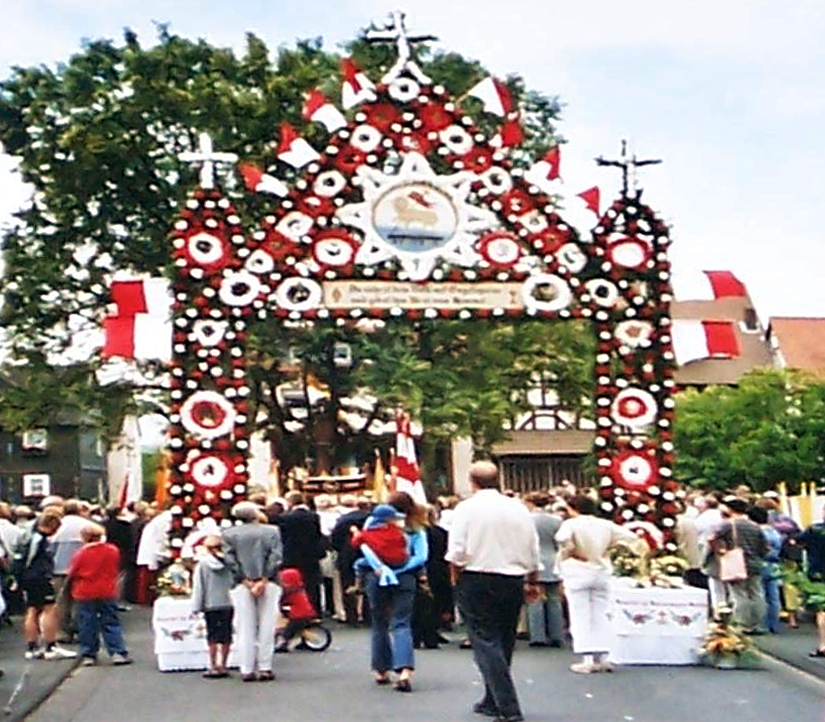
Mardorfer Triumphbogen

Regional gibt es die Fronleichnamsprozession als „Prozession zu Pferd“ (Antlassritt) oder als Schiffsprozession. Eine der bekanntesten und ältesten Schiffsprozessionen ist die Mülheimer Gottestracht auf dem Rhein in Köln-Mülheim. Dort fährt ein „Sakramentsschiff“, begleitet von kleinen und großen Schiffen, von der ehemals selbständigen Stadt Mülheim bis an die alte Stadtgrenze von Köln und zurück nach Mülheim. An der Mosel ist die Schiffsprozession an Fronleichnam in Treis-Karden bekannt, der Beginn ist jährlich wechselnd in Karden oder in Treis. Von Seehausen am Staffelsee (Oberbayern) aus führt die Prozession mit Booten über den Staffelsee zur Insel Wörth. Diese Tradition geht bis auf das Jahr 1936 zurück. In Österreich finden im Salzkammergut in Hallstatt seit 1623 und in Traunkirchen Seeprozessionen statt.
Eine Sonderstellung wegen ihres Termins hat die Fronleichnamsprozession in Perchtoldsdorf im Süden von Wien. Dort findet die Prozession nicht am Fronleichnamstag statt, sondern ca. eineinhalb Wochen später, am 2. Sonntag nach dem eigentlichen Fronleichnamstag. Ein genauer Grund dafür ist nicht belegt. Es ist die Auffassung publiziert, dass die Pfarre Perchtoldsdorf zu den reichsten Pfründen in der näheren Umgebung von Wien zählte. Das hatte zur Folge, dass sie an höhergestellte Geistliche verliehen wurde, was wiederum dazu führte, dass diese am eigentlichen Fronleichnamstag durch andere Verpflichtungen an anderen Orten gebunden waren, es war daher für Perchtoldsdorf ein anderer Termin zu finden.

### Brauchtum zu Fronleichnam
Im Mainzer Dom gibt es mit dem Mainzer Segen am Fronleichnamsfest und früher auch an anderen Festtagen eine Besonderheit. Bereits zu Beginn der Vesper wird der Segen mit der Monstranz gespendet und zum Abschluss ein weiteres Mal. Nach den heutigen liturgischen Regeln wird der Segen nur am Ende eines Gebetsgottesdienstes gespendet; in Mainz ist die alte Form mit doppeltem eucharistischen Segen noch in der Stiftsvesper an Fronleichnam im Dom gestattet und wird auch praktiziert.
Im nordhessischen Fritzlar wird nach alter Tradition das Fronleichnamsfest am Vorabend mit dem „Katzenkoppschießen“ eröffnet. Bevor diese Kanonen abgeschossen werden, erklingen alle acht Glocken des Fritzlarer Doms. Diese Prozedur wird dreimal wiederholt. Auch in den anderen ehemals kurmainzischen Enklaven in Hessen wird ein vergleichsweise reichhaltiges Brauchtum zu Fronleichnam gepflegt, wobei Amöneburg-Mardorf mit mehreren Triumphbögen besonders beachtenswert ist. Das Mardorfer Fronleichnamsbrauchtum ist Teil der Fernsehdokumentation von Werner Mezger „Blumen, Weihrauch, Kreuz und Fahnen – Fronleichnamsbräuche in Europa“ (SDR/SWF 1996). Die Volkskundlerin Ingeborg Weber-Kellermann charakterisierte 1981 die kurmainzischen Enklaven bezüglich Fronleichnamsbrauchtums wie folgt: „In Oberhessen, nicht weit von Marburg, sind eindrucksvolle Fronleichnamsprozessionen bis heute lebendig. Im alten Einzugsgebiet des Erzbistums Mainz bilden einige katholische Dörfer eine kulturelle Enklave von bewußter Eigenart.“ Die Fronleichnamsprozession in Effeltrich wird von Weber-Kellermann als „farbenprächtiges Schauspiel“ beschrieben; auf Photographien sind Männer und Frauen in Tracht sowie mitgetragene blumengeschmückte Heiligenfiguren abgebildet.

## Rezeption als Kulturerbe
Das Brauchtum aus der Umgebung des Fronleichnamsfestes wurde mehrfach in die UNESCO-Liste des immateriellen Kulturerbes der Menschheit aufgenommen. Die venezolanische Prozession der „Tanzenden Teufel“, bei der die Teufel rückwärts laufen, erhielt 2012 diesen Status.
2021 folgten unabhängig voneinander die „Tänze und Ausdrücke beim Corpus-Christi-Fest“ in Panama und die „Blumenteppiche für die Fronleichnamsprozessionen“ in Polen.

## Termin
Das Datum des Fronleichnamsfestes ist vom beweglichen Osterfestkreis abhängig. Das Fest wird am Donnerstag nach dem ersten Sonntag nach Pfingsten, dem Dreifaltigkeitsfest, begangen (am 60. Tag nach dem Ostersonntag) und fällt somit frühestens auf den 21. Mai und spätestens auf den 24. Juni.
Da der Feiertag stets auf einen Donnerstag fällt, ist der darauffolgende Freitag ein sogenannter Brückentag, der für Schüler und Arbeitnehmer in vielen Ländern ein verlängertes Wochenende bedeutet.
Fronleichnam in den Jahren von 2018 bis 2032:
- 2018: 31. Mai
- 2019: 20. Juni
- 2020: 11. Juni
- 2021: 3. Juni
- 2022: 16. Juni
- 2023: 8. Juni
- 2024: 30. Mai
- 2025: 19. Juni
- 2026: 4. Juni
- 2027: 27. Mai
- 2028: 15. Juni
- 2029: 31. Mai
- 2030: 20. Juni
- 2031: 12. Juni
- 2032: 27. Mai

## Feiertagsregelungen

### Deutschland
In Deutschland ist Fronleichnam ein gesetzlicher Feiertag in den Ländern Baden-Württemberg, Bayern, Hessen, Nordrhein-Westfalen, Rheinland-Pfalz und im Saarland sowie in einigen Gemeinden mit überwiegend katholischer Bevölkerung in den Ländern Sachsen (sorbische Gemeinden; genauer bestimmt durch die Fronleichnamsverordnung) und Thüringen (im gesamten Landkreis Eichsfeld, den Eichsfelder Ortschaften des Unstrut-Hainich-Kreises und Teilen des Wartburgkreises). In den übrigen Ländern und Regionen gibt es Sonderregelungen, wie für katholische Arbeitnehmer Anspruch auf unbezahlte Freistellung und für katholische Schüler Anspruch auf Unterrichtsbefreiung. Katholische Träger, etwa die Caritas, regeln in ihren jeweiligen Bereichen ganztägige Arbeitsbefreiung für alle Beschäftigten.

### Schweiz, Österreich und Liechtenstein

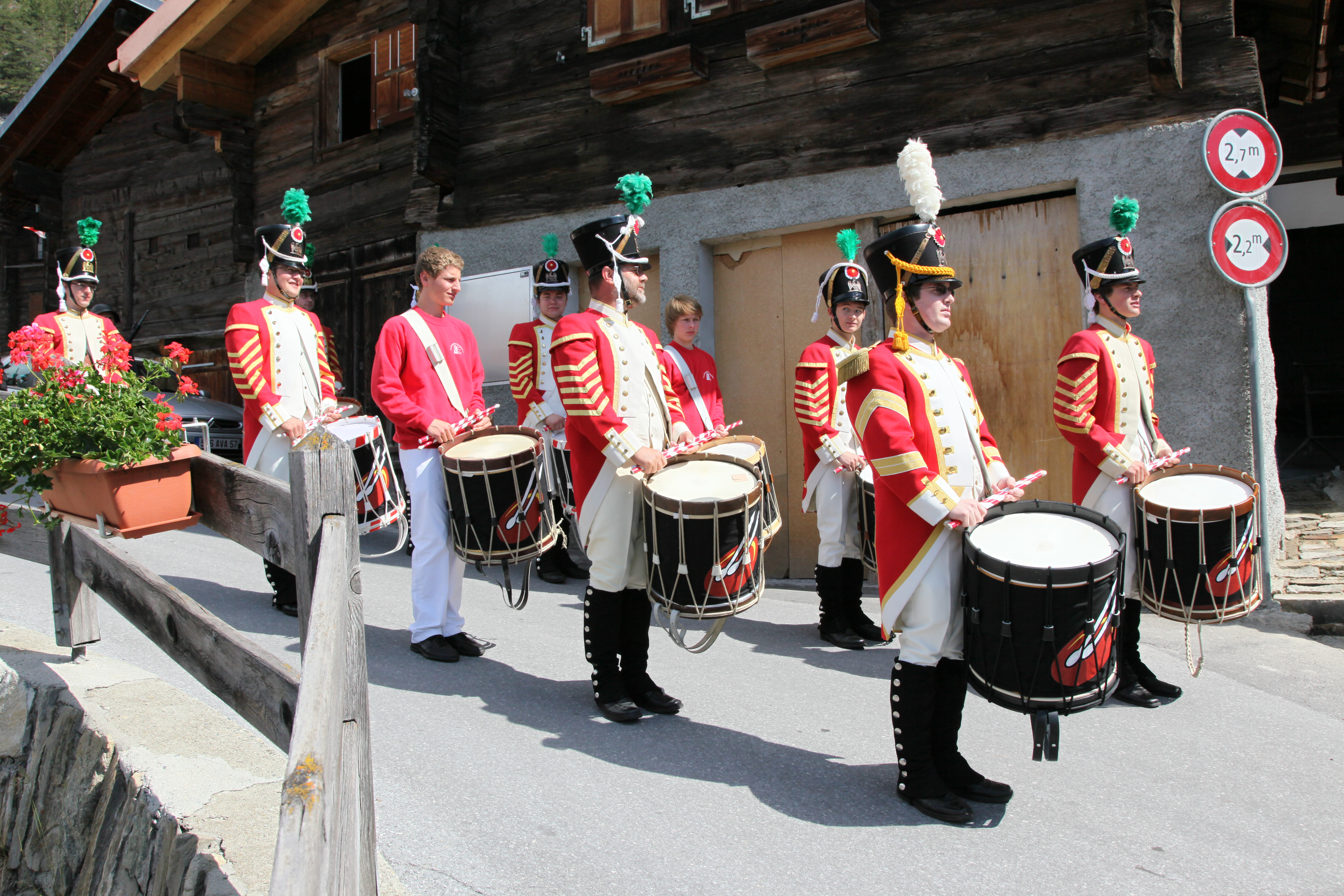
Fronleichnamsprozession in Erschmatt (Wallis)

In der Schweiz ist Fronleichnam regional ein gesetzlicher Feiertag in den überwiegend katholisch bevölkerten Kantonen Appenzell Innerrhoden, Jura, Luzern, Nidwalden, Obwalden, Schwyz, Tessin, Uri, Wallis und Zug sowie in bestimmten Gemeinden der Kantone Aargau, Freiburg, Graubünden, Neuenburg und Solothurn.
In ganz Österreich und Liechtenstein ist Fronleichnam ein gesetzlicher Feiertag.

### Weitere europäische Länder

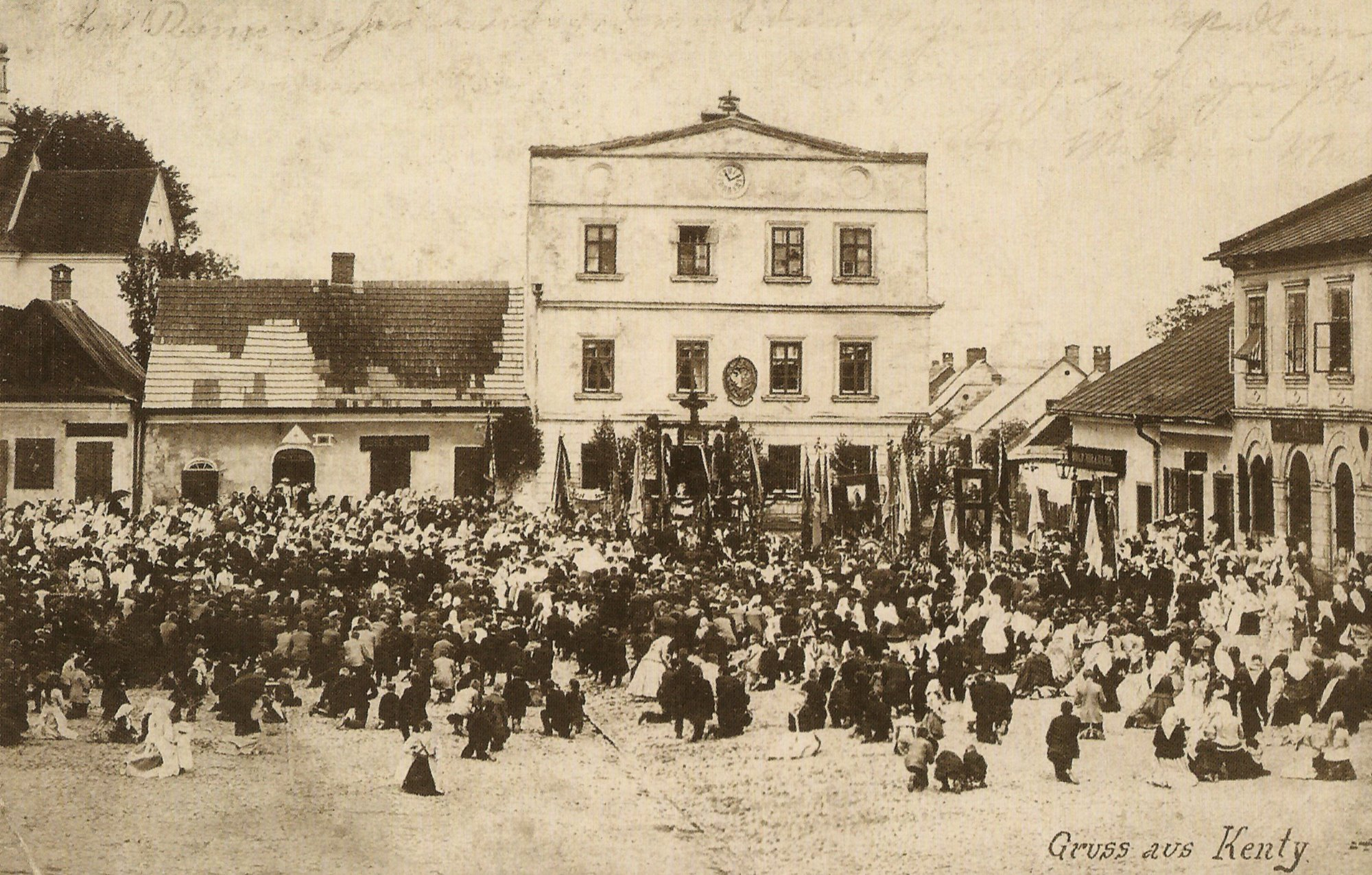
Fronleichnamsprozession der überwiegend polnischen Bevölkerung in Kęty (dt. Kenty), Postkarte von 1904

In Frankreich, Belgien, den Niederlanden und Luxemburg ist Fronleichnam kein gesetzlicher Feiertag, das Fest wird dort am ersten Sonntag nach dem Fronleichnamstag nachgefeiert, ebenfalls in Ungarn. In Polen und in Kroatien ist Fronleichnam ein gesetzlicher Feiertag.
In Italien, wo Corpus Domini 1977 als gesetzlicher Feiertag abgeschafft wurde, wird das Fest gemäß Kirchenrecht am darauffolgenden Sonntag begangen (vgl. Christi Himmelfahrt). Bis 2016 zogen die Bürger Roms weiterhin in den Abendstunden des Fronleichnamstages gemeinsam mit dem Papst nach der Feier der Messe vom Vorplatz der Lateranbasilika zum Vorplatz der Basilika Santa Maria Maggiore, wo der sakramentale Segen erteilt wird. 2017 fand die Prozession mit dem Papst erstmals am Sonntag statt, „damit so viele Römer wie möglich daran teilnehmen konnten.“ Um Fronleichnam in Italien wieder als gesetzlichen Feiertag einzuführen, wurden mehrfach erfolglos Gesetzesentwürfe in das Abgeordnetenhaus und in den Senat eingebracht. Eine große Prozession findet in Orvieto statt, wo das Altartuch mit den Flecken des Blutwunders von Bolsena von 1263 im Dom aufbewahrt wird.
In San Marino (Corpus Domini) und Monaco (Fête de Dieu) ist Fronleichnam ein gesetzlicher Feiertag.
In Spanien hat die Feier des Fronleichnamsfestes (Corpus Christi) mit feierlichen Prozessionen und vielfältigem Brauchtum vielerorts eine sehr lange Tradition, die ähnlich ausgiebig wie die Karwoche auf den Straßen gefeiert wird. Der Tag gehört aber schon seit 1989 nicht mehr zu den landesweit arbeitsfreien Feiertagen. Nur sechs Feiertage werden im ganzen Land einheitlich begangen, während die Festlegung der übrigen vorgeschriebenen Feiertage (deren gesetzliche Anzahl insgesamt 14 beträgt) den autonomen Gemeinschaften überlassen bleibt, die auch innerhalb ihres Zuständigkeitsgebietes viele lokal abweichende Regelungen zulassen. Gegenwärtig gilt Fronleichnam in keiner der spanischen Autonomien als genereller gesetzlicher Feiertag, ist allerdings mancherorts als örtlicher oder regionaler Feiertag arbeitsfrei (speziell in Sevilla und Toledo, wo der Tag traditionell besonders hoch eingeschätzt und ausgiebig gefeiert wird, und im katalanischen Berga, wo an diesem Tage das Volksfest La Patum begangen wird). In den übrigen Gebieten Spaniens gilt das kirchliche Fest als beweglicher Feiertag und wird an dem auf den eigentlichen Termin folgenden Sonntag begangen.

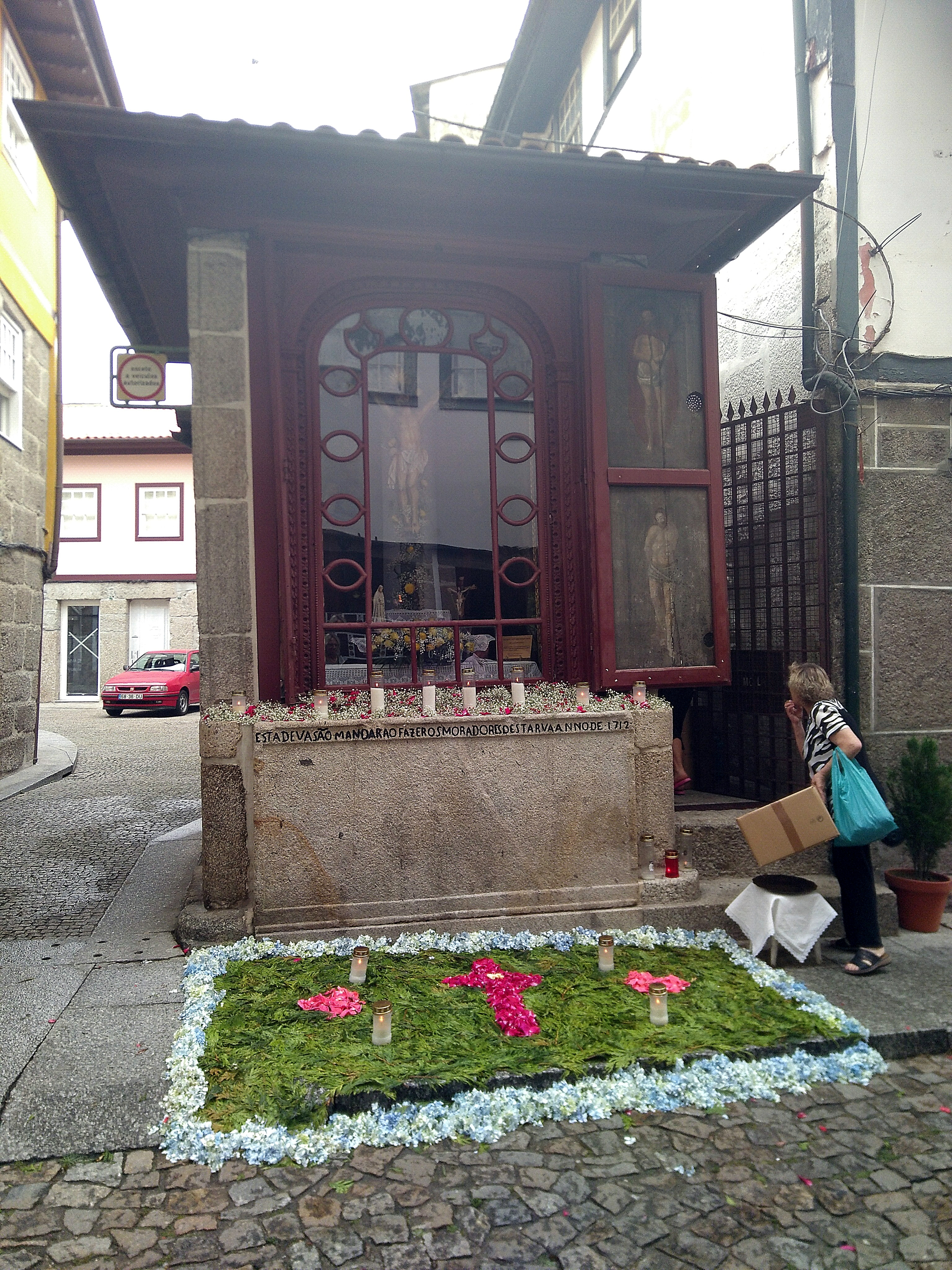
Blumenschmuck an Altar, Guimarães/Portugal (2022)

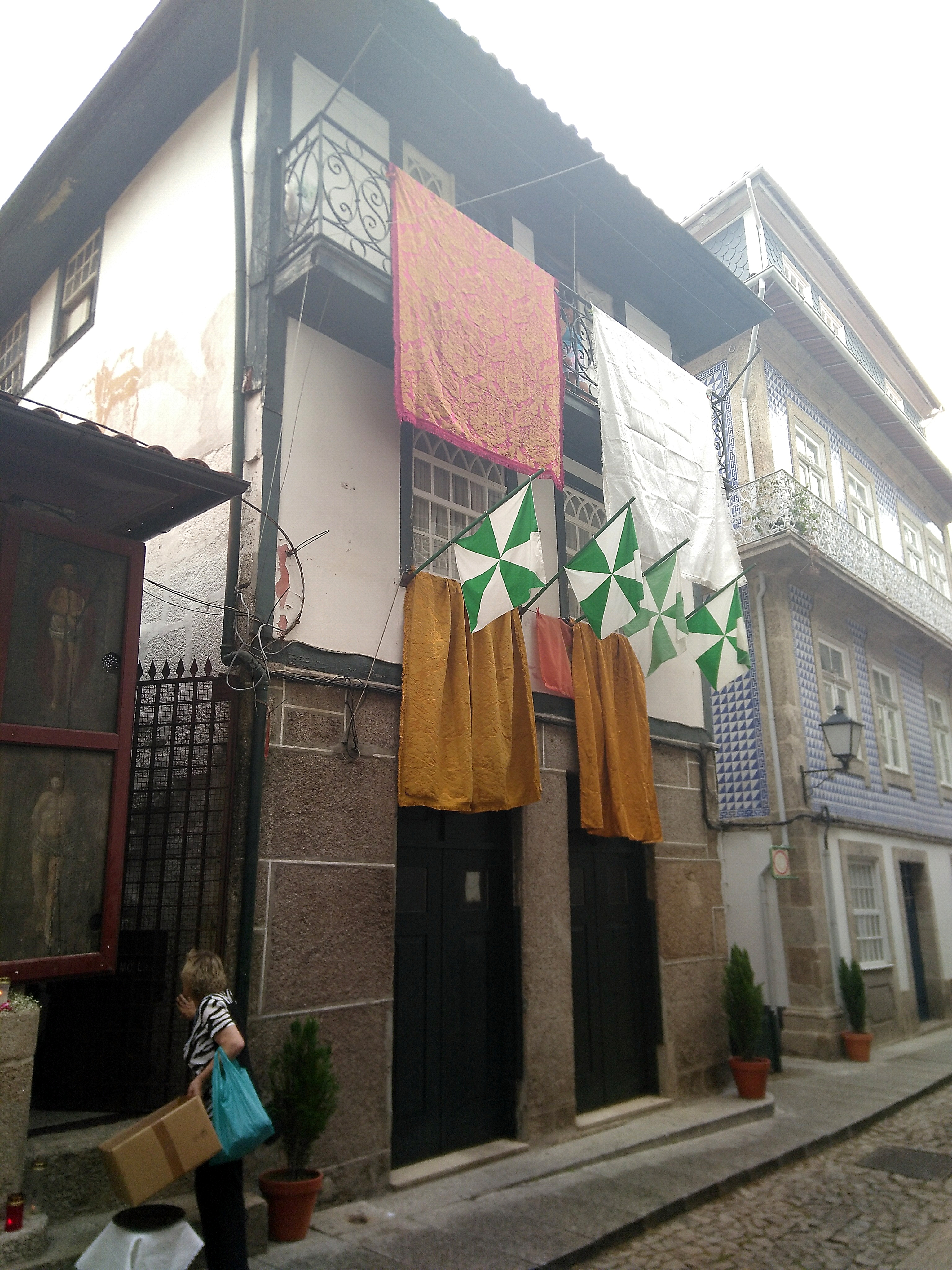
Häuserdekoration in Guimarães in Portugal (2022)

In Portugal ist Fronleichnam ein Feiertag. In den Jahren 2013 bis 2015 war Fronleichnam als arbeitsfreier Feiertag ausgesetzt.

### Außerhalb Europas
Fronleichnam ist außerdem ein gesetzlicher Feiertag in Bolivien, Brasilien, Chile, der Dominikanischen Republik, Kolumbien, Osttimor, Saint Lucia und Trinidad und Tobago.

## Fronleichnamsspiele

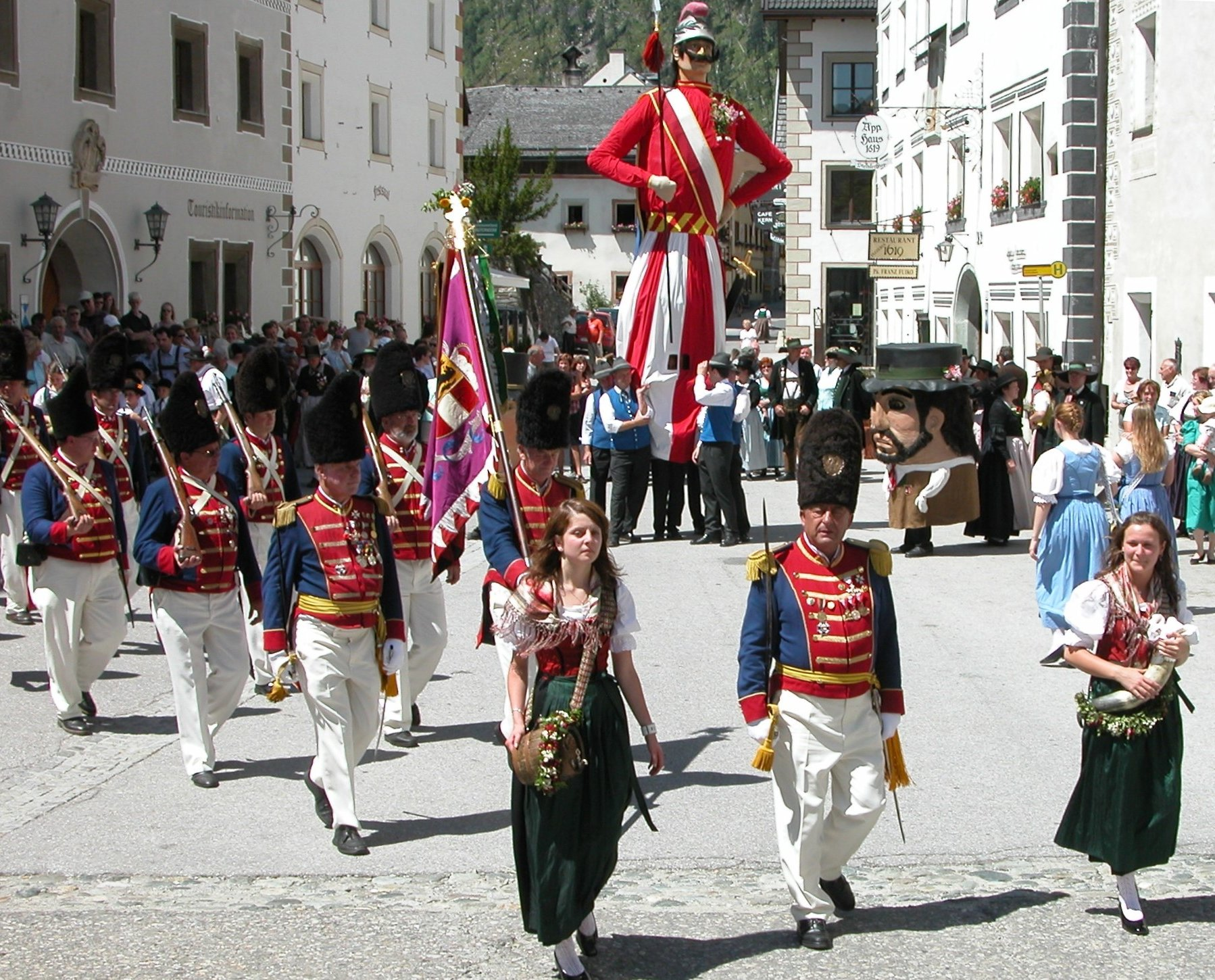
Samsonumzug in Mauterndorf

Das späte Mittelalter brachte geistliche Prozessionsspiele hervor, die zu Fronleichnam aufgeführt wurden. Dabei nahm man als Inhalt der Spiele auch Gespräche der Apostel und Propheten oder Bilder aus der Heilsgeschichte. Die Spiele entstanden in England im 14. Jahrhundert, das älteste im deutschen Sprachraum nachzuweisende Spiel fand 1391 im Stubaital in Tirol statt. Spätere Spielorte sind Bozen (1472, 1543), Künzelsau (1479) und Freiburg (1516). Besonders prunkvoll wird das Fest in Italien begangen, z. B. in Viterbo (seit 1462), wobei der Text gegenüber dem szenischen Gepränge stark zurücktritt. Eine literaturgeschichtlich wichtige Ausformung haben die Fronleichnamsspiele in Spanien erfahren (Auto sacramental oder Auto del Corpus Christi), wo sie bis weit in die Neuzeit lebendig waren.
Die Samsonumzüge am Nachmittag des Fronleichnamstags im österreichischen Lungau und in der benachbarten Steiermark werden als Reste barocker Prachtprozessionen gedeutet. Nachdem im Zuge der Aufklärung das Mitführen des Samsons und anderer biblischer Figuren als Prozessionsriesen bei der Fronleichnamsprozession verboten worden war, wurden die Samsonumzüge auf den Nachmittag des Fronleichnamstags verlegt.

## Regionale Bezeichnungen
Im Alpenraum wird volkstümlich gelegentlich der Begriff Blutstag (Seligblutstag oder Heiligblutstag) verwendet, der auch als Bezeichnung für den Gründonnerstag belegt ist. Daneben ist die Bezeichnung Prangertag gebräuchlich, die andernorts auch das Patronatsfest einer Pfarre bezeichnen kann.

## Trivia
Hin und wieder findet sich der Ausdruck „Happy Kadaver“ als Verballhornung des Wortes Fronleichnam, die als Dysphemismus und gelegentlich als Provokation benutzt wird.

## Ritusbücher
- Das Geheimnis lasst uns künden. Die Feier des Fronleichnamsfestes. Friedrich Pustet, Regensburg 1995, 3. Auflage 2016, ISBN 978-3-7917-1475-2.
- Die Feier des Fronleichnamsfestes. Feier- und Werkbuch für die (Erz)-Diözesen Österreichs. Herausgegeben vom Österreichischen Liturgischen Institut, Salzburg, im Auftrag der Österreichischen Bischofskonferenz. Verlag St. Peter, Salzburg 2019, ISBN 978-3-900173-78-4.
- Ordo Processionis in festo Sanctissimi Corporis Christi. Ratisbonae sumptibus et typis Friderici Pustet MCMLX [1960]. [Enthält die Evangelien zweier Reihen mit je vier Stationes, Fürbitten und Orationen der Stationen in deutscher, die vier Evangelienanfänge, die Überschriften und sämtliche Rubriken, die Benediktionsformel und die Initien der Sakramentslieder in lateinischer Sprache: Ecce panis Angelorum; O salutaris hostia, O vere digna hostia und Defensor noster aspice.]
- Eucharistisches Lob – Die Feier des Fronleichnamsfestes. Herausgegeben vom Bistum Eichstätt, Eichstätt 1977, 5. Auflage 2015.